# 調布市

平成27年から使用している調布市シンボルマーク

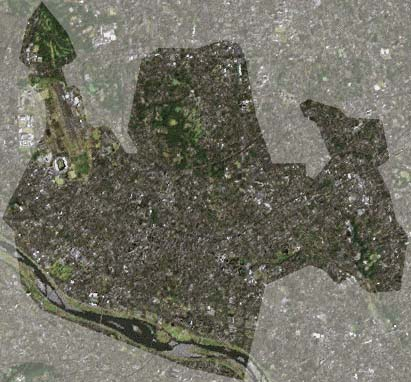
調布市域のランドサット衛星写真

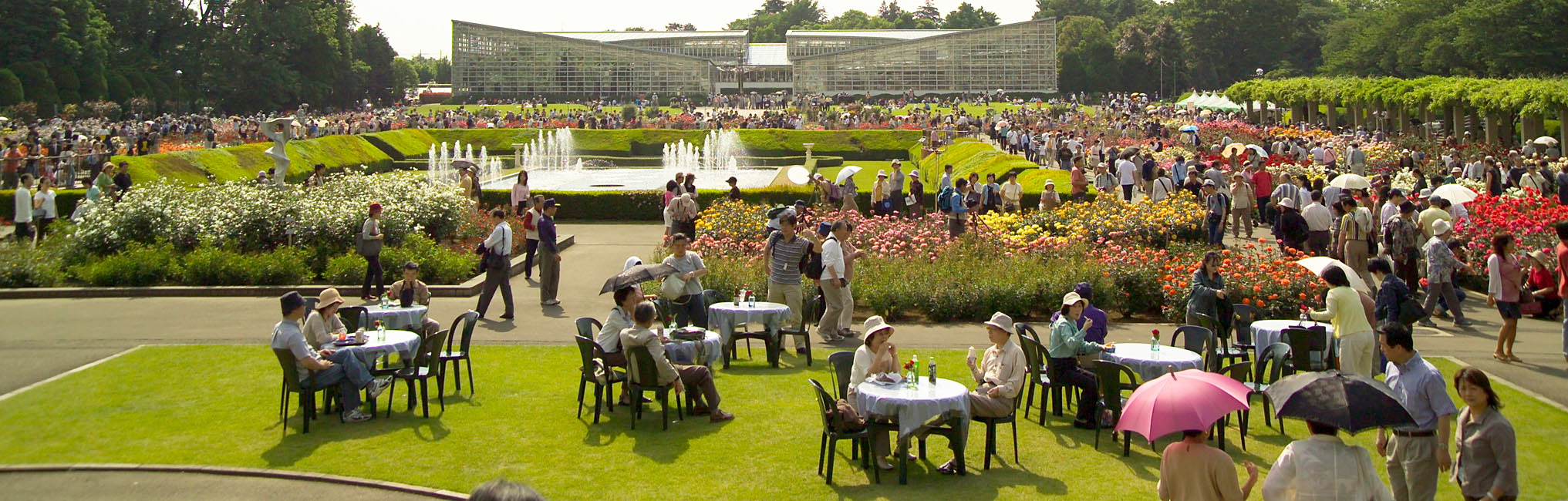
東京都立神代植物公園

調布市（ちょうふし）は、東京都の多摩地域東部に位置する市。1955年（昭和30年）市制施行。
東京23区に接し交通の便も良いが、古くからの寺社や武蔵野の自然も残っており、都心に近く住環境の整った住宅地である。古刹深大寺で知られ、隣接する神代植物公園は旧寺領であった。名物として深大寺そばがあり、その歴史は古く、江戸名所図会に記載がみられる。

## 概要

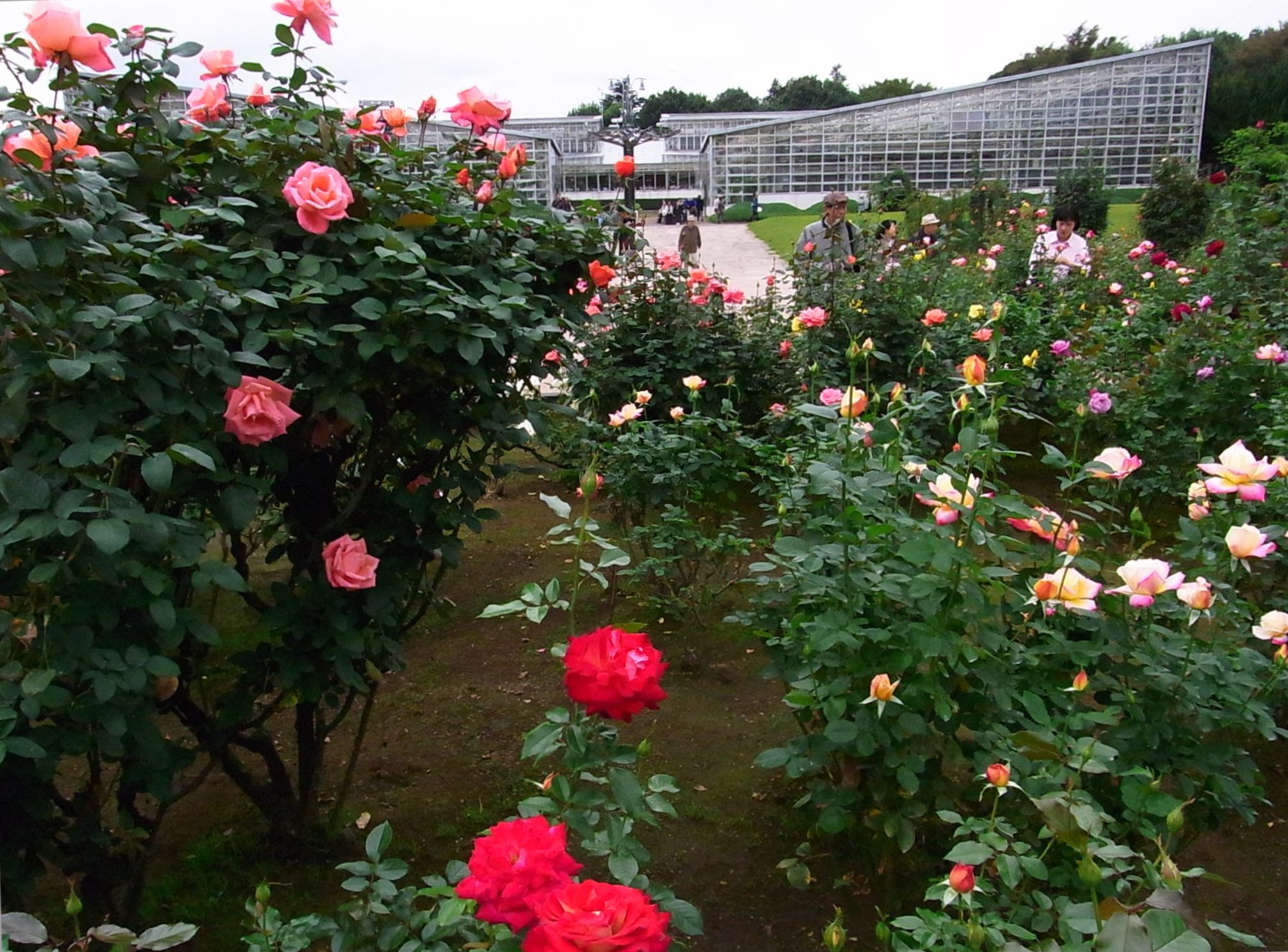
神代植物公園のバラ園と大温室

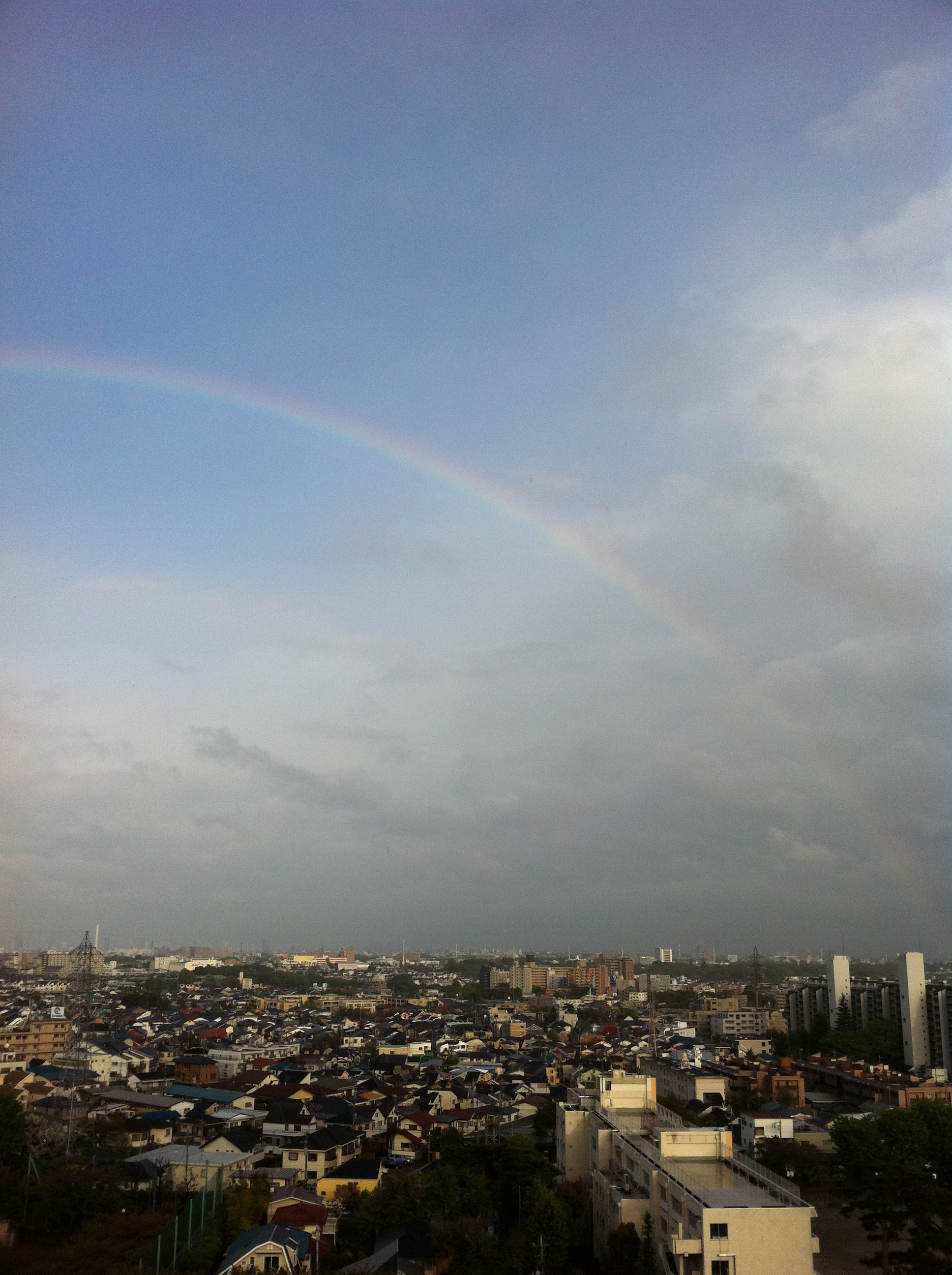
調布市の街並み

多摩地区の東端に位置し、区部と境界を接している隣接5市の内の一つである。隣接する自治体は、東京都：世田谷区・狛江市・三鷹市・府中市・稲城市・小金井市、神奈川県川崎市多摩区。また、世田谷区の高級住宅街として知られる成城と隣接しており、調布市もまた閑静な住宅街として知られている。
東京都内では東京23区・八王子市・町田市・府中市に次ぎ5番目（市町村では4番目）に人口が多い。
「調布」という市名の由来は、名称は、昔の税金である租庸調の調（その土地の特産物を納める）で布を納めていたことに由来する。そのため以前は、当地の他にも都内に幾つかの「調布」地名があった。田園調布は元は荏原郡調布村（のちの東調布町）であり、小泉八雲の雪女の調布は西多摩郡調布村（現在の青梅市長渕地区）にあった（南多摩郡にあって現在の八王子市内という説もある）。
調布と書いて「たづくり」もしくは「てづくり」とも読んでいた（調布市の総合文化施設の名称が「たづくり」なのもそのことに由来する）。調布市内には布田（ふだ）、染地（そめち）など布にかかわる地名が存在する。江戸時代までは多摩川で布をさらしていた記録が残っている。「多摩川にさらすてづくりさらさらに何ぞこの児のここだ愛（かな）しき」という万葉集の歌が、布多天神社に残っている。（玉川の項を参照）
また市内の「金子」「神代」などの地名は、はるか昔の渡来人に由来したものであると言われている（狛江なども同様）。
長野県下高井郡木島平村と姉妹都市として提携している。

## 地理
都心（新宿駅）との距離は約20km。

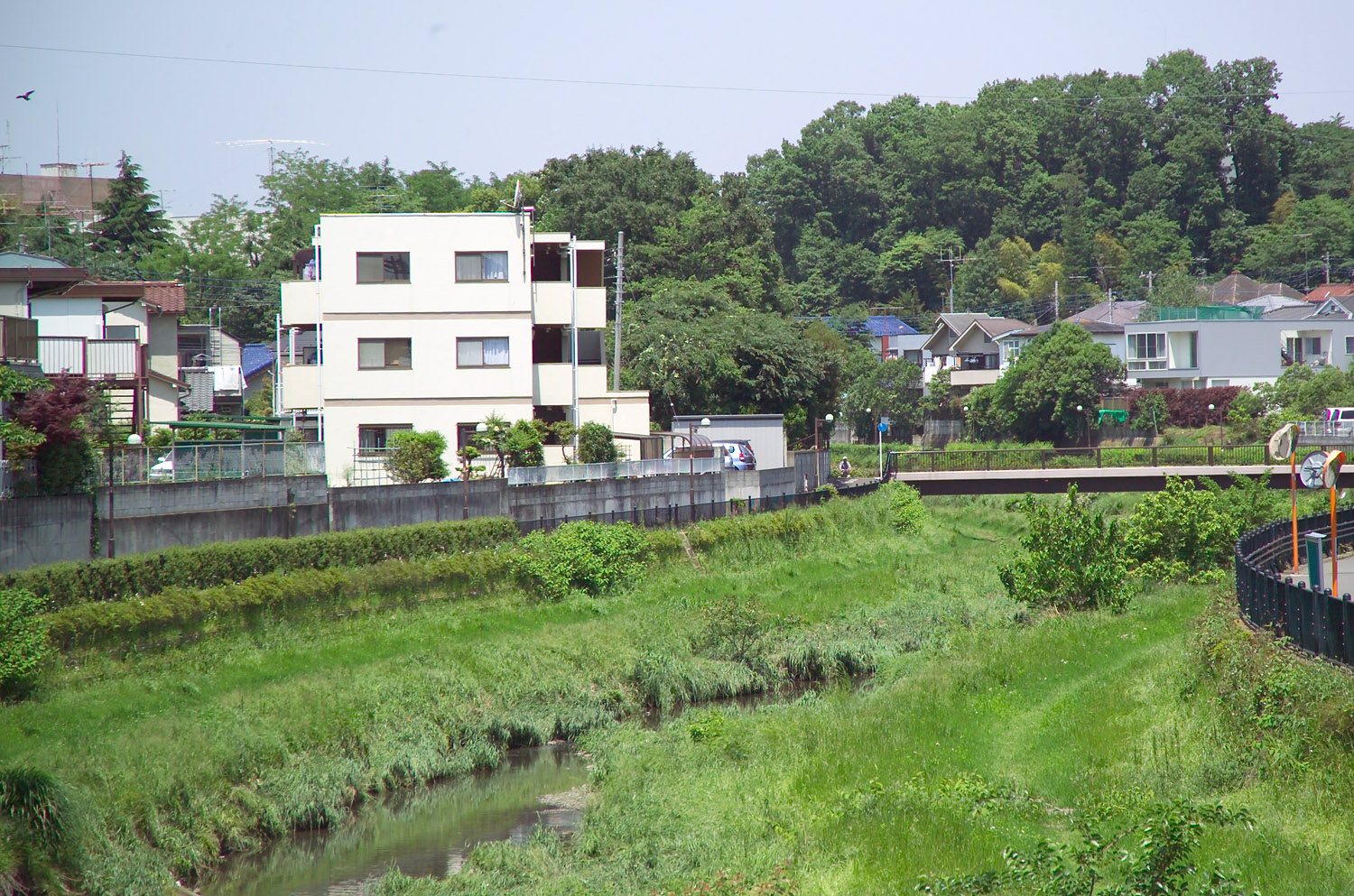
野川

地質学的に言うと、調布市は武蔵野台地と多摩川低地によって構成されており、武蔵野台地部分は更に武蔵野面（武蔵野I面、武蔵野II面）と立川面（立川I面）に分けられる。武蔵野面と立川面の間には国分寺崖線が存在しており、立川I面と多摩川低地の間には府中崖線が存在している。国分寺崖線の比高はおよそ12mである。

### 気候
内陸性気候となり、アメダスが存在する隣接した府中市とほぼ同じ気候である。東京都区内と比較すると夏は暑く猛暑日が多い。また冬の最低気温は低く2月中旬までは冬日が多いが八王子市ほど寒さは厳しくない。アメダス府中では2022年1月に-6.7℃、8月に38.4℃を観測している

### 河川
- 多摩川 - 神奈川県と接する市域の南端を東西に流れており、その北岸には市内全域に渡ってサイクリングロードが整備されている。また、多摩川原橋は市内唯一の多摩川を横断する橋梁で、片側2車線合計4車線の車道の両外側には歩行者および自転車専用の道路が併設されている。橋をはさんで対岸の南武線矢野口駅付近は東京都稲城市であるが、その数100m東側は同じ対岸でも神奈川県川崎市となっている。
- 野川 - 市を北西から南東へと縦断。両岸はサイクリングロードとして整備、護岸工事も土を多く残す形で工夫され、植物や生き物にも配慮されて市民やすらぎの空間となっている。春には桜が両岸に咲き花見客が大勢訪れる。
- 仙川 - 市北東部・緑ケ丘と仙川町の境を流れ世田谷区へ。
- 入間川 - 以前は三鷹市中原から流れていたが暗梁化され、現在はつつじケ丘の甲州街道と交差する地点が上流端と表記。入間町の狛江ハイタウン目前で野川へと合流。
- 根川 - 染地小付近から多摩川住宅外周を流れ狛江市へ。
- 府中用水 - 飛田給小付近で市内地表に現れ、住宅地では暗梁化されながら日活撮影所の前で多摩川へと合流。

## 歴史

### 古代
旧石器時代
市域には旧石器時代から人類が居住していたと考えられている。この時期の遺跡に野川遺跡、飛田給北遺跡、野水遺跡、仙川遺跡、入間町城山遺跡がある。そのほとんどは野川や仙川沿いの崖線の上に存在している。
縄文時代
市域からは特に縄文時代の大規模な遺跡が多く見つかっている。代表的なものに入間町城山遺跡、蛇久保遺跡、東原遺跡、原山遺跡、飛田給遺跡など（いずれも縄文中期）がある。縄文晩期の下布田遺跡からは国の重要文化財に指定されている土製耳飾（江戸東京たてもの園保管）なども出土している。
弥生時代
市域に弥生文化が到達したのは、弥生中期後半とされる。この時期、野川や仙川沿いの低湿地に小規模な水田が出現している。集落は引き続き崖線上に築かれている。主な遺跡として深大寺城山遺跡、染地遺跡、入間町城山遺跡がある。
古墳時代
市域に古墳が出現するのは5世紀中頃で、7世紀までに相当数の古墳が築造された。その大半は円墳である。代表的な古墳群は下布田古墳群、上布田古墳群、国領南古墳群、飛田給古墳群である。現在までに確認された古墳の数は23基である。ただし、大半の古墳は墳丘部が崩されており、石室や濠しか残っていない場合が多い。
古墳時代末期になると崖線周辺に横穴墓が築かれる例も現れる。これらは野川沿いの深大寺付近や入間町の蟹沢に集中している（御塔坂横穴墓群、上野原横穴墓群、蟹沢横穴墓群）。
この時期の集落も基本的には弥生以前と似たような場所に築かれている。代表的な集落跡として深大寺城山遺跡、蛇久保遺跡、上ヶ給遺跡、染地遺跡、飛田給遺跡、上石原遺跡がある。
奈良時代

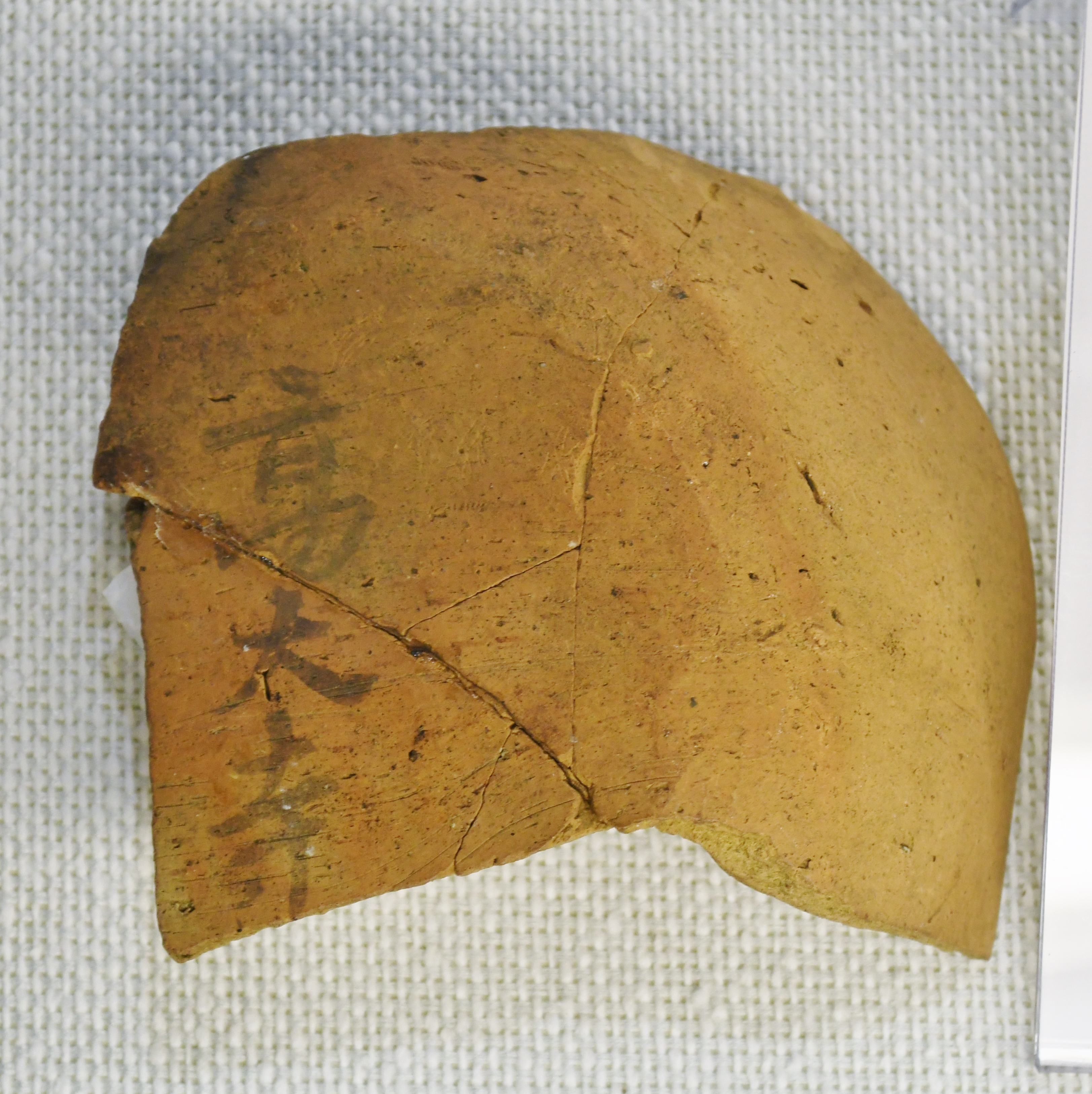
「高大寺」銘土器

奈良時代には、市域は武蔵国の多麻郡に属した。現在の府中市に置かれた武蔵国国府から近かったこともあり、国府に勤務する官人の一部が市域に居住していたと考えられている。
主な遺跡として飛田給遺跡、上石原遺跡、下石原遺跡、上布田遺跡、染地遺跡などがあるが、特に上布田遺跡や染地遺跡からはかなり高価なものと思われる装飾品が出土している。染地遺跡からは軒丸瓦、緑柚陶器などが出土しているので、郡衙が存在していたのではないかと考えるものもいる。入間町城山遺跡からは「高大寺」と書かれた土器も出土しており、この時期に仏教も市域に伝わったのではないかと考えられている。また市域に存在する深大寺の銅造釈迦如来倚像（国の重要文化財）は7世紀のものである。
平安時代
平安時代の市域には、武蔵七党のうち西党の狛江氏、村山党の金子氏が進出していた。狛江氏の館は現在の晃華学園敷地内に存在したと考えられており、平成6年の発掘では館の周囲を取り巻く空堀の跡と思われる遺構が見つかっている。一方、旧金子村（現在の東つつじヶ丘1 - 3丁目）は金子氏の所領であったという説もあり、現在の三鷹市新川にある島屋敷跡は金子時光の館跡ではないかと考えられている。

### 中世
鎌倉時代
鎌倉時代に入ると武蔵国は鎌倉幕府の直轄地「関東御分国」に含まれた。
戦国時代
1537年、後北条氏と対峙していた上杉朝定が深大寺城を築く。しかし朝定はこの年のうちに後北条氏に本拠地を急襲されて敗れており、深大寺城での戦闘は無かったと考えられている。その後、市域は中条出羽守、太田康資（新六郎、太田道灌の曾孫）、太田大膳亮ら後北条氏の家臣団に分け与えられた。

### 近世
江戸時代
甲州街道に布田五宿が置かれ、国領宿（日本橋より4番目の宿場）・下布田宿・上布田宿・下石原宿と上石原宿（同8番目）が設置された。布田五宿は本陣と脇本陣がなく旅籠だけの小さな宿場であったが、布多天神社の市場は賑わった。

### 近代
明治時代
明治維新後、明治政府は廃藩置県を行い、旧武蔵国内は新設された府県に分割されることとなる。1869年（明治2年）に品川県が設置され、現在の調布市域を含む旧武蔵国多摩郡は当初は品川県に属した。
1871年（明治4年）12月25日の第1次府県統合により東京府が設置され、これにより同年に品川県は廃止された。翌1872年（明治5年）に施行された大区小区制により、多摩郡は品川県から東京府（一部は入間県）へ移管された。
しかし神奈川県知事陸奥宗光が、多摩郡の一部が横浜の外国人居留地の外国人遊歩区域に含まれると上申したことから、翌1872年（明治5年）に多摩郡は神奈川県（1868年成立）へ移管されることとなった。同年中にまず多摩郡のうち東京府に移管された区域が、次いで入間県に移管された区域が、それぞれ神奈川県へ移管された。さらに多摩郡東部の一部（現在の中野区・杉並区）のみ東京府へ戻された。
1878年（明治11年）には郡区町村編制法を制定して大区小区制を廃止した。これにより同年、東京府では東京15区を置くとともに、東京府内の旧多摩郡域を東多摩郡（1896年に南豊島郡と合併し豊多摩郡となる）とした。また同年、神奈川県内の旧多摩郡域が北多摩郡、南多摩郡、西多摩郡に分割された。
さらに郡区町村編制法に代えて、1889年（明治22年）4月1日に市制・町村制が施行開始され、日本全国の基礎自治体として市町村が置かれることとなる。これにより同日、神奈川県下にあった北多摩郡に、現在の調布市域にあたる以下の2町村が発足した。
- 調布町 - 布田小島分村、上石原村、下石原村、上布田村、下布田村、国領宿、上ヶ給村、飛田給村が合併。
- 神代村 - 深大寺村、佐須村、金子村、柴崎村、下仙川村、入間村、大町村の全域および北野村の一部[注釈 1]が合併。

旧多摩郡の東京府への移管は以前から議論されていたが、1892年（明治25年）、神奈川県知事内海忠勝と東京府知事富田鐵之助は、神奈川県に属していた北多摩郡・南多摩郡・西多摩郡（三多摩）の東京府への移管を内務卿井上馨に建言した。東京府民の水がめとして玉川上水の水利権管理と奥多摩地域の水源確保を理由としていたが、『五日市憲法草案』に代表されるように自由民権運動が盛んであった多摩地域と、現在の神奈川県地域を分断する意図もあったとされ、多摩3郡と神奈川県内では移管反対運動が起きた。
翌1893年（明治26年）「東京府及神奈川県境域変更ニ関スル法律案」が公布。同法可決時に多摩3郡の首長は移管反対の意思表示として神奈川県知事へ辞表を提出したものの、同年4月1日付で多摩3郡は神奈川県から東京府へ編入された。これにより現在の調布市域は東京府に属することとなり、ほぼ現在の東京都の境域が確定した（現在の町田市など一部を除く）。
大正時代
1913年（大正2年）4月15日、京王電気軌道（現：京王電鉄）が笹塚駅 - 調布駅間を開業。これにより市内に鉄道が開通した。また同日、鉄道未成区間の補完として調布駅 - 府中 - 国分寺駅間で乗合バスを開業したが、これは東京初の乗合バスである。京王電気軌道は沿線で電気供給事業も行い、調布市域にも電気の供給を開始した。これらは武蔵野の農村であった調布の近代化を象徴する出来事であった。

### 現代
戦前 - 戦中
1932年（昭和7年）6月1日、武蔵野乗合自動車（現：小田急バス）が設立される。東京府北多摩郡調布町布田（現在の調布市布田）に本社を置き、調布 - 三鷹天文台 - 武蔵境、調布 - 野崎 - 吉祥寺の2路線で営業開始した。この「調布」停留所は初代調布駅の近く（「調布銀座」商店街付近）で、旧駅舎近くに武蔵野乗合のバス折返場があった。現在も小田急バスの「調布」停留所（旧甲州街道沿い）として残っている。
第二次世界大戦中の1941年（昭和16年）4月30日には調布飛行場が竣工し、戦時中は主に陸軍の飛行場として使用された。敗戦により調布飛行場は進駐軍に接収され、1973年（昭和48年）の全面返還まで在日米軍に使用されることとなる。
また1943年7月1日付で東京都制が施行され、東京府が廃止され東京都となり、北多摩郡調布町・神代村は東京都に属することとなった。
戦後
戦後の1952年（昭和27年）11月3日、神代村が町制施行し神代町となった。翌1953年（昭和28年）に町村合併促進法、1956年（昭和31年）には新市町村建設促進法が施行され、全国的に市町村合併が推進され「昭和の大合併」と呼ばれた。
この時期に調布町・神代町・狛江町の3町では、互いに隣接し地域の関連が密接であったことから合併の機運が高まり、そのまま合併は確実であると思われた。しかし1953年に狛江町長に就任した飯田惠輔は世田谷区への編入を強く主張し、3町合併を推進してきた狛江町議会と対立した。東京都はこれに対し、特別区部の拡大は認められず世田谷区との合併は不可能であるとして、狛江町に3町合併を勧告するとともに、世田谷区長にも3町合併への協力を要請するに至った。狛江町の離反により3町合併協議は頓挫し、調布町と神代町の合併協議も一旦は終了した。その後、調布町と神代町の2町での合併協議がまとまり、1955年（昭和30年）4月1日付で調布町と神代町が合併して市制施行、調布市が成立した。なお、狛江町は1970年（昭和45年）には単独で市制施行し狛江市が成立している。
1964年（昭和39年）に開催された東京オリンピックでは国道20号（甲州街道）がマラソン・競歩の競技コースとなり、現在の味の素スタジアム付近に折返点が設置された。
在日米軍に接収されていた調布飛行場の一帯は「関東村」と呼ばれていたが、1973年（昭和48年）に全面返還された。調布飛行場では1979年（昭和54年）から新中央航空が伊豆諸島への運航を開始。1992年（平成4年）には管理・運営が国から東京都へ移管され、以降は都営コミューター空港として運営されている。
また米軍から返還された「関東村」の広大な跡地の一部を活用して「東京スタジアム」が整備され、2001年（平成13年）より使用開始された。FC東京と東京ヴェルディ（同年川崎市から移転）のホームスタジアムとして使用され、調布市では市としてFC東京を応援している。2003年（平成15年）からは味の素がネーミングライツを取得し「味の素スタジアム」（略称「味スタ」）と呼称している。
2000年（平成12年）にはコミュニティバス「調布市ミニバス」が運行開始され、西路線が開業。2003年（平成15年）には東路線が開業、2012年（平成24年）には北路線が全線開業した。
2008年（平成20年）には市内に50年以上在住した漫画家の水木しげるが名誉市民に選ばれ、「水木マンガの生まれた街」として町おこしが始まる。同年には水木の妻・武良布枝の著書『ゲゲゲの女房』が刊行され、2011年（平成23年）にテレビドラマ化・映画化された。それに先立ち、2003年には調布市ミニバスの車体にも代表作『ゲゲゲの鬼太郎』のラッピングが施され「鬼太郎バス」の愛称が付された。2015年（平成27年）11月30日に水木が没したことから、調布市では翌2016年に命日を「ゲゲゲ忌」と定め、毎年追悼イベントを開催している。
2012年（平成24年）には京王線連続立体交差事業により国領駅 - 布田駅 - 調布駅間が地下化され、開かずの踏切が一掃された。翌2013年（平成25年）には「多摩国体」と呼ばれた第68回国民体育大会が開催され、味の素スタジアムがメイン会場となった。また、市内に角川大映スタジオや日活調布撮影所などを擁し映画産業が盛んであった歴史から「映画のまち調布」として町おこしを開始。2015年（平成27年）には市制施行60周年を迎えた。京王線連続立体交差事業により市内では駅前再開発事業が進み、2017年（平成29年）には地下駅となった調布駅の地上部に駅ビル「トリエ京王調布」が開業した。
2019年（令和元年）には日本でラグビーワールドカップ2019が開催され、味の素スタジアムがメイン会場の一つとなった。翌2020年（令和2年）には東京オリンピック・パラリンピックの開催が予定され、市内でも味の素スタジアムなどが会場とされたが、新型コロナウイルス感染症の影響により翌2021年（令和3年）に延期され無観客開催された。市では東京オリンピック・パラリンピックのレガシーを市政に活用し、共生社会の実現に向けて「パラハートちょうふ」のスローガンを掲げている。

## 人口
| |                                        |  |
| 調布市と全国の年齢別人口分布（2005年） | 調布市の年齢・男女別人口分布（2005年） |  |
| ■紫色 ― 調布市 ■緑色 ― 日本全国 | ■青色 ― 男性 ■赤色 ― 女性              |  |
| 調布市（に相当する地域）の人口の推移 \| 1970年（昭和45年） \| 157,488人 \| \| \| 1975年（昭和50年） \| 175,924人 \| \| \| 1980年（昭和55年） \| 180,548人 \| \| \| 1985年（昭和60年） \| 191,071人 \| \| \| 1990年（平成2年） \| 197,677人 \| \| \| 1995年（平成7年） \| 198,574人 \| \| \| 2000年（平成12年） \| 204,759人 \| \| \| 2005年（平成17年） \| 216,119人 \| \| \| 2010年（平成22年） \| 223,593人 \| \| \| 2015年（平成27年） \| 229,061人 \| \| \| 2020年（令和2年） \| 242,614人 \| \| |                                        |  |
| 総務省統計局 国勢調査より |                                        |  |
| 1970年（昭和45年） | 157,488人                              |  |
| 1975年（昭和50年） | 175,924人                              |  |
| 1980年（昭和55年） | 180,548人                              |  |
| 1985年（昭和60年） | 191,071人                              |  |
| 1990年（平成2年） | 197,677人                              |  |
| 1995年（平成7年） | 198,574人                              |  |
| 2000年（平成12年） | 204,759人                              |  |
| 2005年（平成17年） | 216,119人                              |  |
| 2010年（平成22年） | 223,593人                              |  |
| 2015年（平成27年） | 229,061人                              |  |
| 2020年（令和2年） | 242,614人                              |  |

### 昼夜間人口
2022年現在、夜間人口（居住者）は238,964人であるが、市外からの通勤者と通学生および居住者のうちの市内に昼間残留する人口の合計である昼間人口は197,864人で昼は夜の0.828倍の人口になる。夜間に比べて昼の人口が4万人以上減ることになる。ここから2005年のデータとなるが、通勤者・通学者で見ると市内から市外へ出る通勤者65,616人、市外から市内へ入る通勤者は37,266人と通勤者では市外へ出る通勤者のほうが多く、また学生でも市外から市内へ入る通学生は9,592人で市内から市外に出る通学生10,776人と学生でも昼は市外へ流出する人数のほうが多い。東京都編集『東京都の昼間人口2005』平成20年発行150 - 151ページ　国勢調査では年齢不詳のものが東京都だけで16万人いる。上のグラフには年齢不詳のものを含め、昼夜間人口に関しては年齢不詳の人物は数字に入っていないので数字の間に誤差は生じる）

## 町名
調布市では住居表示に関する法律に基づく住居表示は実施しておらず、河川敷を除く市内全域で、町名と地番を整理する方法（町名地番整理）により住所整理を実施している。

### 調布市役所管内
| 町名               | 町区域新設年月日 | 住居表示実施年月日 | 住居表示実施前の町名等 | 備考 |
| ------------------ | ---------------- | ------------------ | ---------------------- | ---- |
| 飛田給一丁目       | 1967年6月1日     | 未実施             |                        |      |
| 飛田給二丁目       | 1967年6月1日     | 未実施             |                        |      |
| 飛田給三丁目       | 1967年6月1日     | 未実施             |                        |      |
| 上石原一丁目       | 1967年3月1日     | 未実施             |                        |      |
| 上石原二丁目       | 1967年3月1日     | 未実施             |                        |      |
| 上石原三丁目       | 1967年3月1日     | 未実施             |                        |      |
| 富士見町一丁目     | 1965年11月1日    | 未実施             |                        |      |
| 富士見町二丁目     | 1965年11月1日    | 未実施             |                        |      |
| 富士見町三丁目     | 1965年11月1日    | 未実施             |                        |      |
| 富士見町四丁目     | 1965年11月1日    | 未実施             |                        |      |
| 下石原一丁目       | 1976年9月1日     | 未実施             |                        |      |
| 下石原二丁目       | 1976年9月1日     | 未実施             |                        |      |
| 下石原三丁目       | 1976年9月1日     | 未実施             |                        |      |
| 小島町一丁目       | 1975年1月1日     | 未実施             |                        |      |
| 小島町二丁目       | 1975年1月1日     | 未実施             |                        |      |
| 小島町三丁目       | 1975年1月1日     | 未実施             |                        |      |
| 布田一丁目         | 1971年6月1日     | 未実施             |                        |      |
| 布田二丁目         | 1971年6月1日     | 未実施             |                        |      |
| 布田三丁目         | 1971年6月1日     | 未実施             |                        |      |
| 布田四丁目         | 1971年6月1日     | 未実施             |                        |      |
| 布田五丁目         | 1971年6月1日     | 未実施             |                        |      |
| 布田六丁目         | 1971年6月1日     | 未実施             |                        |      |
| 国領町一丁目       | 1966年3月1日     | 未実施             |                        |      |
| 国領町二丁目       | 1966年3月1日     | 未実施             |                        |      |
| 国領町三丁目       | 1966年3月1日     | 未実施             |                        |      |
| 国領町四丁目       | 1966年3月1日     | 未実施             |                        |      |
| 国領町五丁目       | 1966年3月1日     | 未実施             |                        |      |
| 国領町六丁目       | 1966年3月1日     | 未実施             |                        |      |
| 国領町七丁目       | 1966年3月1日     | 未実施             |                        |      |
| 国領町八丁目       | 1966年3月1日     | 未実施             |                        |      |
| 染地一丁目         | 1966年7月1日     | 未実施             |                        |      |
| 染地二丁目         | 1966年7月1日     | 未実施             |                        |      |
| 染地三丁目         | 1966年7月1日     | 未実施             |                        |      |
| 多摩川一丁目       | 1977年10月1日    | 未実施             |                        |      |
| 多摩川二丁目       | 1977年10月1日    | 未実施             |                        |      |
| 多摩川三丁目       | 1977年10月1日    | 未実施             |                        |      |
| 多摩川四丁目       | 1977年10月1日    | 未実施             |                        |      |
| 多摩川五丁目       | 1977年10月1日    | 未実施             |                        |      |
| 多摩川六丁目       | 1977年10月1日    | 未実施             |                        |      |
| 多摩川七丁目       | 1977年10月1日    | 未実施             |                        |      |
| 佐須町一丁目       | 1985年9月1日     | 未実施             |                        |      |
| 佐須町二丁目       | 1985年9月1日     | 未実施             |                        |      |
| 佐須町三丁目       | 1985年9月1日     | 未実施             |                        |      |
| 佐須町四丁目       | 1985年9月1日     | 未実施             |                        |      |
| 佐須町五丁目       | 1985年9月1日     | 未実施             |                        |      |
| 柴崎一丁目         | 1970年3月1日     | 未実施             |                        |      |
| 柴崎二丁目         | 1970年3月1日     | 未実施             |                        |      |
| 菊野台一丁目       | 1969年3月1日     | 未実施             |                        |      |
| 菊野台二丁目       | 1969年3月1日     | 未実施             |                        |      |
| 菊野台三丁目       | 1969年3月1日     | 未実施             |                        |      |
| 東つつじケ丘一丁目 | 1968年5月1日     | 未実施             |                        |      |
| 東つつじケ丘二丁目 | 1968年5月1日     | 未実施             |                        |      |
| 東つつじケ丘三丁目 | 1968年5月1日     | 未実施             |                        |      |
| 西つつじケ丘一丁目 | 1968年7月1日     | 未実施             |                        |      |
| 西つつじケ丘二丁目 | 1968年7月1日     | 未実施             |                        |      |
| 西つつじケ丘三丁目 | 1968年7月1日     | 未実施             |                        |      |
| 西つつじケ丘四丁目 | 1968年7月1日     | 未実施             |                        |      |
| 入間町一丁目       | 1962年5月1日     | 未実施             |                        |      |
| 入間町二丁目       | 1962年5月1日     | 未実施             |                        |      |
| 入間町三丁目       | 1962年5月1日     | 未実施             |                        |      |
| 仙川町一丁目       | 1961年11月1日    | 未実施             |                        |      |
| 仙川町二丁目       | 1961年11月1日    | 未実施             |                        |      |
| 仙川町三丁目       | 1961年11月1日    | 未実施             |                        |      |
| 緑ケ丘一丁目       | 1961年11月1日    | 未実施             |                        |      |
| 緑ケ丘二丁目       | 1961年11月1日    | 未実施             |                        |      |
| 野水一丁目         | 1970年3月1日     | 未実施             |                        |      |
| 野水二丁目         | 1970年3月1日     | 未実施             |                        |      |
| 西町               | 1970年3月1日     | 未実施             |                        |      |
| 若葉町一丁目       | 1962年5月1日     | 未実施             |                        |      |
| 若葉町二丁目       | 1962年5月1日     | 未実施             |                        |      |
| 若葉町三丁目       | 1962年5月1日     | 未実施             |                        |      |
| 調布ケ丘一丁目     | 1972年3月1日     | 未実施             |                        |      |
| 調布ケ丘二丁目     | 1972年3月1日     | 未実施             |                        |      |
| 調布ケ丘三丁目     | 1972年3月1日     | 未実施             |                        |      |
| 調布ケ丘四丁目     | 1972年3月1日     | 未実施             |                        |      |
| 深大寺元町一丁目   | 1984年11月1日    | 未実施             |                        |      |
| 深大寺元町二丁目   | 1984年11月1日    | 未実施             |                        |      |
| 深大寺元町三丁目   | 1984年11月1日    | 未実施             |                        |      |
| 深大寺元町四丁目   | 1984年11月1日    | 未実施             |                        |      |
| 深大寺元町五丁目   | 1984年11月1日    | 未実施             |                        |      |
| 深大寺北町一丁目   | 1984年11月1日    | 未実施             |                        |      |
| 深大寺北町二丁目   | 1984年11月1日    | 未実施             |                        |      |
| 深大寺北町三丁目   | 1984年11月1日    | 未実施             |                        |      |
| 深大寺北町四丁目   | 1984年11月1日    | 未実施             |                        |      |
| 深大寺北町五丁目   | 1984年11月1日    | 未実施             |                        |      |
| 深大寺北町六丁目   | 1984年11月1日    | 未実施             |                        |      |
| 深大寺北町七丁目   | 1984年11月1日    | 未実施             |                        |      |
| 深大寺東町一丁目   | 1984年11月1日    | 未実施             |                        |      |
| 深大寺東町二丁目   | 1984年11月1日    | 未実施             |                        |      |
| 深大寺東町三丁目   | 1984年11月1日    | 未実施             |                        |      |
| 深大寺東町四丁目   | 1984年11月1日    | 未実施             |                        |      |
| 深大寺東町五丁目   | 1984年11月1日    | 未実施             |                        |      |
| 深大寺東町六丁目   | 1984年11月1日    | 未実施             |                        |      |
| 深大寺東町七丁目   | 1984年11月1日    | 未実施             |                        |      |
| 深大寺東町八丁目   | 1984年11月1日    | 未実施             |                        |      |
| 深大寺南町一丁目   | 1984年11月1日    | 未実施             |                        |      |
| 深大寺南町二丁目   | 1984年11月1日    | 未実施             |                        |      |
| 深大寺南町三丁目   | 1984年11月1日    | 未実施             |                        |      |
| 深大寺南町四丁目   | 1984年11月1日    | 未実施             |                        |      |
| 深大寺南町五丁目   | 1984年11月1日    | 未実施             |                        |      |
| 八雲台一丁目       | 1985年9月1日     | 未実施             |                        |      |
| 八雲台二丁目       | 1985年9月1日     | 未実施             |                        |      |

1. 1 2 3 4 5 6 7 8 9 10 11 12 13 14 15 16 17 18 19 20 21 22 23 24 25 26 27 28 29 30 31 32 33 34 35 36 37 38 39 40 41 42 43 44 45 46 47 48 49 50 51 52 53 54 55 56 57 58 59 60 61 62 63 64 65 66 67 68 69 70 71 72 73 74 75 76 77 78 79 80 81 82 83 84 85 86 87 88 89 90 91 92 93 94 95 96 97 98 99 100 101  町名地番整理実施区域

## 行政

### 歴代町長
- 原軍治 1888年?月 - 1889年5月以前[注 1]
- 新川銀司 1889年5月 - 1892年4月
- 谷戸市兵衛 1892年6月 - 1897年7月
- 永川賞吉 1897年11月 - 1898年1月
- 杉崎重二郎 1898年2月 - 1898年10月
- 新川銀司 1898年11月 - 1910年11月
- 矢田部茂八 1911年2月 - 1913年8月
- 中村亨 1913年9月 - 1918年12月
- 荻本貞輔 1919年1月 - 1923年1月
- 二宮五右衛門 1923年2月 - 1927年2月
- 芦川六蔵 1927年2月 - 1928年12月
- 原雄一 1929年7月 - 1936年5月
- 原彦太郎 1936年6月 - 1936年11月
- 中村市郎 1936年11月 - 1940年11月
- 増岡三郎 1940年11月 - 1942年5月
- 中村市郎 1942年6月 - 1943年10月
- 林利蔵 1943年12月 - 1946年11月
- 熊沢孫治郎 1947年4月 - 1948年6月
- 安沢秀雄 1948年8月 - 1955年3月

### 歴代市長
- 山岡柳吉 1955年5月 - 1957年3月
- 青木貞治 1957年3月 - 1958年6月
- 竹内虎雄 1958年7月 - 1962年7月
- 本多嘉一郎 1962年7月 - 1978年7月
- 金子佐一郎 1978年7月 - 1986年7月
- 吉尾勝征 1986年7月 - 2002年7月
- 長友貴樹 2002年7月 - 現職（6期目）

## 議会

### 調布市議会
- 定数：28人　現員：28人
- 任期：2023年6月1日 - 2027年5月31日[5]
- 議長：井上耕志（チャレンジ調布）
- 副議長：内藤美貴子（公明党）

（2023年6月15日現在）
| 会派名             | 議席数 | 議員名（◎は幹事長、○は副幹事長）                                               |
| ------------------ | ------ | ------------------------------------------------------------------------------ |
| チャレンジ調布     | 8      | ◎丸田絵美、○阿部草太、青山誠、井上耕志、清水仁恵、古川陽菜、宮本和実、山根洋平 |
| 自民・維新の会     | 7      | ◎大野祐司、○澤井慧、大須賀浩裕、佐藤尭彦、鈴木宗貴、田中謙二、沼田亮           |
| 公明党             | 5      | ◎平野充、○須山妙子、内藤美貴子、藤川満恵、松野英夫                             |
| 日本共産党         | 2      | ◎岸本直子、○田村ゆう子                                                         |
| 立憲民主党         | 2      | ◎川畑英樹、○榊原登志子                                                         |
| 自由民主党創政会   | 1      | ◎伊藤学                                                                        |
| 生活者ネットワーク | 1      | ◎木下安子                                                                      |
| れいわ新選組調布   | 1      | ◎鈴木ほの香                                                                    |
| 調布ミライ政策会議 | 1      | ◎磯邉隆                                                                        |
| 計                 | 28     |                                                                                |

### 東京都議会
2021年東京都議会議員選挙
- 選挙区：北多摩第三選挙区（調布市、狛江市）
- 定数：3人
- 任期：2021年7月23日 - 2025年7月22日
- 投票日：2021年7月4日
- 当日有権者数：266,201人
- 投票率：45.38％

| 候補者名 | 当落 | 年齢 | 所属党派           | 新旧別 | 得票数   |
| -------- | ---- | ---- | ------------------ | ------ | -------- |
| 尾崎大介 | 当   | 47   | 都民ファーストの会 | 現     | 31,103票 |
| 林明裕   | 当   | 60   | 自由民主党         | 現     | 24,060票 |
| 中嶋義雄 | 当   | 71   | 公明党             | 現     | 21,872票 |
| 田中智子 | 落   | 63   | 日本共産党         | 元     | 21,518票 |
| 加藤良哉 | 落   | 30   | 立憲民主党         | 新     | 20,069票 |

2020年東京都議会議員補欠選挙
- 選挙区：北多摩第三選挙区（調布市、狛江市）
- 定数：1人
- 投票日：2020年7月5日
- 当日有権者数：265,885人
- 投票率：56.54％

| 候補者名         | 当落 | 年齢 | 所属党派                 | 新旧別 | 得票数   |
| ---------------- | ---- | ---- | ------------------------ | ------ | -------- |
| 林明裕           | 当   | 59   | 自由民主党               | 新     | 65,079票 |
| 田中智子         | 落   | 62   | 日本共産党               | 元     | 37,466票 |
| ドゥマンジュ恭子 | 落   | 62   | 東京・生活者ネットワーク | 新     | 37,175票 |

2017年東京都議会議員選挙
- 選挙区：北多摩第三選挙区（調布市、狛江市）
- 定数：3人（※2017年の選挙から2人→3人に変更）
- 投票日：2017年7月2日
- 当日有権者数：258,067人
- 投票率：53.48％

| 候補者名 | 当落 | 年齢 | 所属党派           | 新旧別 | 得票数   | 備考                   |
| -------- | ---- | ---- | ------------------ | ------ | -------- | ---------------------- |
| 尾崎大介 | 当   | 43   | 都民ファーストの会 | 現     | 45,358票 |                        |
| 中嶋義雄 | 当   | 67   | 公明党             | 現     | 30,431票 |                        |
| 井樋匡利 | 当   | 53   | 日本共産党         | 新     | 26,974票 | 2017年11月15日に辞職。 |
| 栗山欽行 | 落   | 58   | 自由民主党         | 現     | 26,328票 |                        |
| 新井匠   | 落   | 48   | 無所属             | 新     | 3,666票  |                        |
| 小野寺通 | 落   | 48   | 無所属             | 新     | 2,165票  |                        |

### 衆議院
- 選挙区：東京22区（三鷹市、調布市、狛江市）
- 任期：2024年10月27日 - 2028年10月26日
- 当日有権者数：428,356人
- 投票率：59.61％

| 当落 | 候補者名 | 年齢 | 所属党派   | 新旧別 | 得票数   | 重複 |
| ---- | -------- | ---- | ---------- | ------ | -------- | ---- |
| 当   | 山花郁夫 | 57   | 立憲民主党 | 元     | 99,790票 | ○    |
| 比当 | 伊藤達也 | 63   | 自由民主党 | 前     | 96,748票 | ○    |
|      | 鈴木美香 | 60   | 参政党     | 新     | 26,005票 |      |
|      | 平野義尚 | 38   | 日本共産党 | 新     | 25,453票 |      |

## 公共機関・事業
本市に関わる公共機関および事業について記す。

### 警察
警視庁調布警察署が本市と狛江市の2市を管轄している。庁舎は両市を合わせた地域の中心である国領町の甲州街道沿いにある。両市在住者が運転免許証を更新する場合、優良者の場合は世田谷区の成城警察署で行うことができる。

### 消防
東京消防庁調布消防署が管轄している。下石原に位置し甲州街道近くにある。
他につつじヶ丘・国領・深大寺に出張所がある。
- 調布消防署（下石原1-16-1）救急隊1、水難救助隊
  - つつじヶ丘出張所（西つつじヶ丘3-8-3）救急隊1
  - 国領出張所（国領町7-50-8）救急隊1
  - 深大寺出張所（深大寺東町5-25-11）特別消火中隊・救急隊無

### 水道（東京都水道局）
水道水は河川水(60%)と井戸水(40%)の混合水である。平均17 - 18℃の水温。

### 電話
市外局番は概ね042（市内局番は4**、武蔵野三鷹MA）である（調布局収容）が、世田谷区に接する地域（東京烏山局、成城局収容）及び狛江市に接する地域（狛江局収容）では23区、狛江市と同様に03（東京MA）、緑ヶ丘の一部と野水地区は0422（武蔵野三鷹MA）となる。

### 広域行政
- 東京都十一市競輪事業組合 - 八王子、武蔵野、青梅、昭島、町田、小金井、小平、日野、東村山、国分寺、および本市の11市で当市に所在する京王閣競輪を開催している。
- 東京都六市競艇事業組合 - 八王子、昭島、武蔵野、町田、小金井、および本市の6市で江戸川競艇を開催している。
- 二枚橋衛生組合 - ゴミ処理の項を参照。

### ゴミ処理
- ふじみ衛生組合 - 二枚橋の施設に代わるごみ処理施設として、三鷹市と共同で不燃ごみの処理やリサイクル事業を実施。両市境(深大寺東町7)に新たなごみ焼却施設「クリーンプラザふじみ」を2013年4月より本稼働した。
- 二枚橋衛生組合 - 小金井市、府中市及び調布市で構成していた。3市に跨る市境に在ったが、施設の老朽化が著しく、2007年3月31日に全ての焼却炉が停止され、2010年3月に組合を解散した。

小金井市が跡地にゴミ処理施設を建設することを決めたが、調布市、府中市の市有地に建設する内容であり、そもそも市有地管理の当市の同意を得ずに決定した計画である為、調布市は同市有地に公園設置を予定していたことから拒否している。そのため推進不可能であると共に、もし建設、稼働してもされても調布市用ではない。
- 環境省の「一般廃棄物処理事業実態調査（平成19年度実績）」によると、人口10万人以上50万人未満の自治体において調布市はリサイクル率全国第3位となっている。

### 地域放送
- コミュニティFM
  - 調布FM - 周波数83.8 MHz。放送局は調布市文化会館「たづくり」内にある。コールサインはJOZZ3AW-FM

調布市・狛江市の全域三鷹市・世田谷区・川崎市多摩区・稲城市・府中市・小金井市・武蔵野市の一部で受信可能。
- ケーブルテレビ
  - 調布ケーブルテレビジョン - 株式会社 ジュピターテレコム連結子会社

ブランド名は「J:COM 調布・世田谷」
サービスエリアは調布市、世田谷区京王線沿線の一部

### 公共施設

#### 国の施設
- 独立行政法人宇宙航空研究開発機構(JAXA) 本社、調布航空宇宙センター（旧航空宇宙技術研究所）
- 独立行政法人電子航法研究所
- 独立行政法人交通安全環境研究所
- 国立大学法人電気通信大学

#### 市の施設

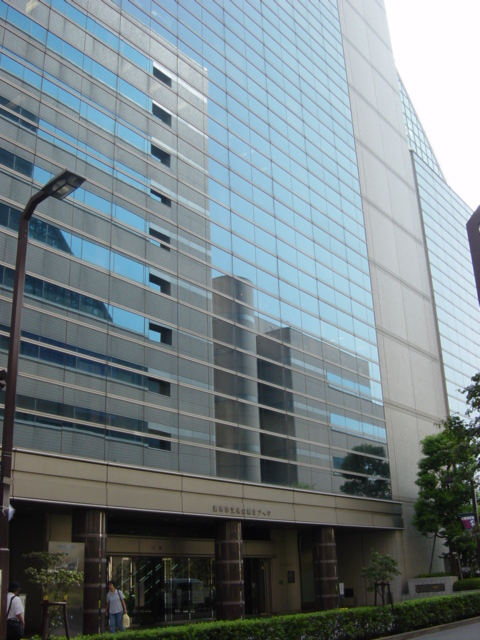
調布市文化会館たづくり。2006年8月撮影

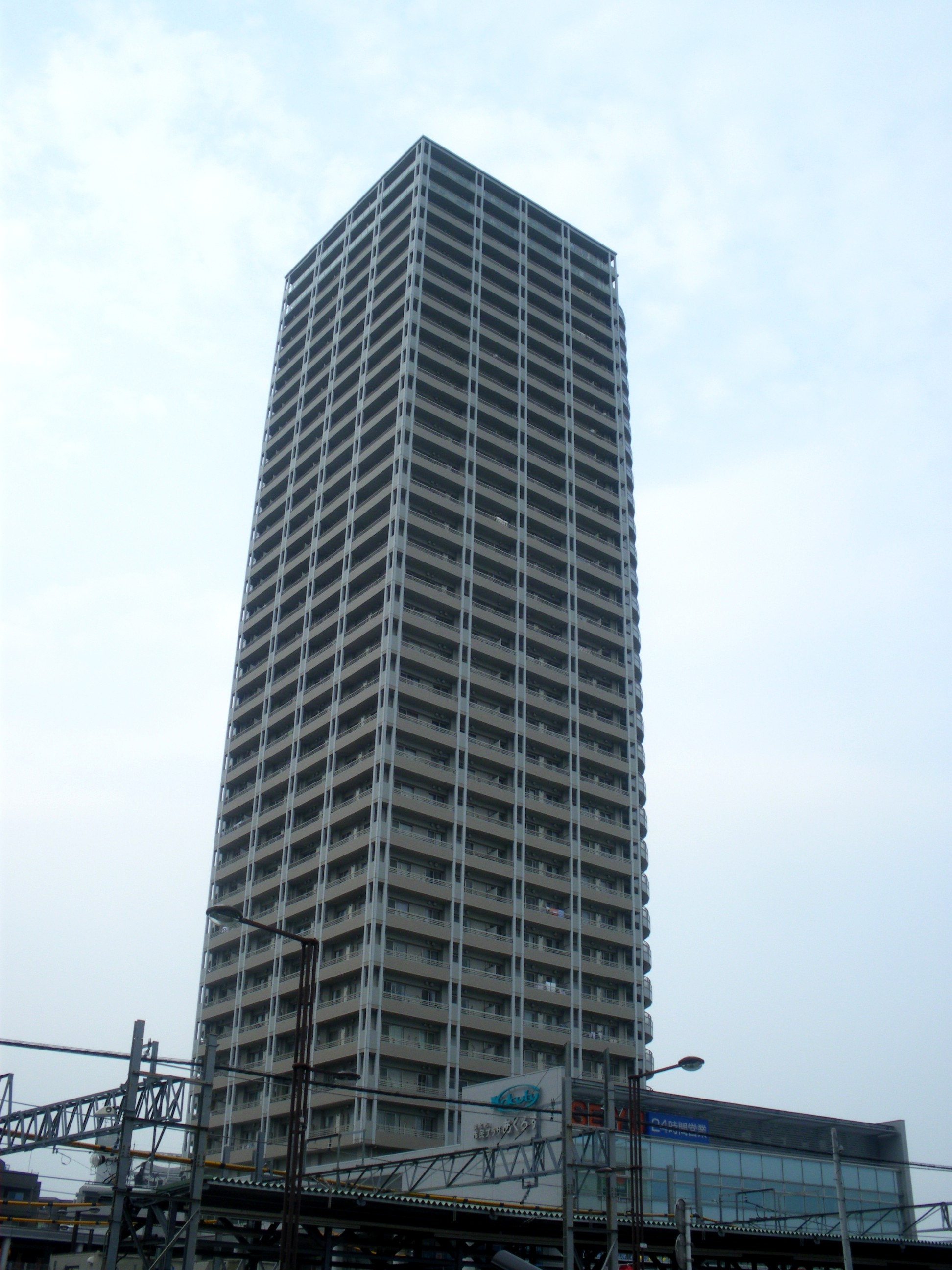
コクティーと市民プラザあくろす。2009年撮影

- 調布市文化会館たづくり

調布駅南口に位置する。1995年完成。くすのきホール・むらさきホール・大会議場・調布市立中央図書館・調布FMなどがある。自習室（100席）があり、多くの学生や社会人が利用。
- 調布市グリーンホール

調布駅南口に位置する。1977年完成。大ホール・小ホールがあり、コンサートや演劇に利用されている。2006年2月26日放送のNHK「のど自慢」では大ホールから生放送した。
- 調布市総合体育館 - 神代植物公園北側にある。大体育室や屋内プール、トレーニング室がある。
- コクティー - 国領駅北口前にある地上34階、地下2階の高層ビル。高さは118m。2004年10月完成当初は多摩地域で最も高いビルであった（現在は3番目）。市の施設として市民プラザあくろすが、下層部は商業施設、上層部は住宅が入る。コクティー（Kokuty）とは、市民公募により決定した愛称で、国領という地名と、複合施設である再開発ビル及び駅前広場などの公共施設により形成された都市（シティー）という言葉をミックスした造語。
- 調布市市民プラザあくろす

国領駅北口コクティー内にある。多様な市民活動、男女共同参画社会の実現に向けた活動、新たな産業の集積、起業家育成を目標に開設された。
- 子ども家庭支援センターすこやか

国領駅南口ココスクエア内にある。子育てについての総合的な施設。
- 青少年ステーションCAPS（キャプス）

西調布駅に位置しているおもに中高生を対象とした施設。スポーツ・音楽・ダンス・物造り・デザイン・パソコンなど様々なことを通して知識を高め、お互いに交流する場とする事を目的に開設。

## 経済

### 第1次産業
市内では都市化・宅地化が進んでいるものの、都市農業として農地も存在する。かつては豊かな湧水を利用した水田耕作も盛んだったが、現在は野菜や果樹を栽培する畑地が中心である。生産緑地地区や農産物直売所なども多数存在する。
- 農業 - JAマインズ
  - 1948年7月、府中市・調布市・狛江市に各農協を発足。
  - 1992年4月1日、3市内の5つの農協が合併し、JAマインズとなる。

### 第2次産業
大消費地である都心に近く、高速道路の便も良く、昔から豊かな水に恵まれた立地を生かした、食品製造業関連の企業が多い。

#### 主な事業所
- キユーピー - 仙川町2。1951年に仙川工場を設置、2011年3月閉鎖。本社が置かれていた時期もある。2014年6月に研究施設「仙川キユーポート」と完全予約制見学・体験施設「マヨテラス[8]」としてリニューアルされた。キユーピー#沿革も参照。
  - キユーピー醸造 - 仙川町2。本社。1962年に西府産業として設立。2013年10月、本社を府中市宮町1丁目40から仙川キユーポートへ移転。
  - サラダクラブ - 仙川町2。本社。1999年設立、キユーピーと三菱商事の合弁会社。2013年10月、本社を府中市のキユーピー中河原工場内から仙川キユーポートへ移転[9]。
  - 仙川キユーポート・マヨテラスがあることにちなみ、仙川駅では2019年4月1日始発より、接近メロディに『キユーピー3分クッキング』のテーマ曲として知られるレオン・イェッセル『おもちゃの兵隊の観兵式』を採用している[10]。
  - キユーソー流通システムグループ本社 - 調布ケ丘3。
- オリジン東秀 - 本社。イオングループ。2018年1月29日、本社を仙川町3丁目2-4（小田急バス本社ビルの向かい）から、調布ヶ丘1丁目18-1の調布センタービル5階へ移転[11]。
- ホッピービバレッジ - 多摩川1。調布工場。ビールテイスト飲料「ホッピー」で知られる。地ビール「深大寺ビール」「調布ビール」の製造も行う。
- ユウキ食品 - 富士見町1。本社。1974年創業。中華・韓国食材、スパイス・ドレッシングなど、調味料やエスニック系食材を中心とする食品製造販売。
- 月兎ソース（げっとソース） - 入間町1。本社。ソースなど業務用食品の製造販売[12]。
- 浜食（はましょく） - 多摩川3。本社。炉ばた漬、たくあんなど漬物製造販売。メロン漬けなどもある。1960年4月、下布田にて創業。1976年9月、本社と工場を現在地へ移転[13]。
- ラスター食糧 - 小島町3。本社。1961年創業。中華麺・餃子の皮などの自家製麺の卸売・小売販売[14][15]。
- 島田理化工業 - 柴崎2。本社および東京製作所。三菱電機の完全子会社。

### 第3次産業
映画・映像関係の会社が多い市の南部は、昭和10年代から30年代にかけて「映画のまち」として栄え「東洋のハリウッド」と呼ばれた。現在も撮影所などの事業所が活動している。調布市では「映画のまち調布」をアピールし、映画産業や映画文化の振興を図るとともに、観光資源や町おこしとしても積極的に活用しており、「映画のまち調布 シネマフェスティバル」などのイベントも開催されている。
近年は多摩地域の他の自治体（府中市・多摩市など）と同様に、IT関連企業や、金融機関などのデータセンターも増えている。

#### 主な事業所
- 小田急バス - 仙川町2。本社[16]。1932年に「武蔵野乗合自動車」[17]として調布で創業。1950年に小田急グループ入りして現社名へ変更[17]。調布駅と本社のある仙川駅をターミナルとして、調布市内に多数のバス路線を運行している。調布市民　駅伝大会にも有志チームが毎年出場している[18]。
- 東京フットボールクラブ - 下石原1。サッカークラブの運営[19]。MIXIの子会社[20][21]。
- NTT東日本研修センタ - 入間町。約6万坪の広大な敷地に、業務の研修施設だけでなく、グラウンドや各種スポーツ設備も整備されている。電電公社時代には広く一般にも開放されていたが、民営化以後は桜の開花時期のみ限定開放。またTOEICの試験等にも施設が使用されることがある。
- 三井住友信託銀行 - 調布ヶ丘1。調布センター。地図に名称は載っているが、現地には企業名を示す表札等は掲示されていない。
- みずほ信託銀行 - 国領町8。東京情報センターがある。
- アメリカンファミリー生命保険 - 小島町2。事務センターがある。
- ケアコム - 多摩川3。本社・技術開発センター。ナースコールシステム、病院・福祉施設用の緊急通報システムなどを専門とする電気通信工事業[22]。
- ビィ・フォアード - 布田4。仕入部/物流部/総務部/社長室。海外向け中古車販売ECサイト運営[23]。

##### 映画・映像・ビジュアル関連の主な事業所
- 角川大映撮影所 - 多摩川6。角川大映スタジオ。2006年8月撮影
- 日活撮影所 - 染地2。

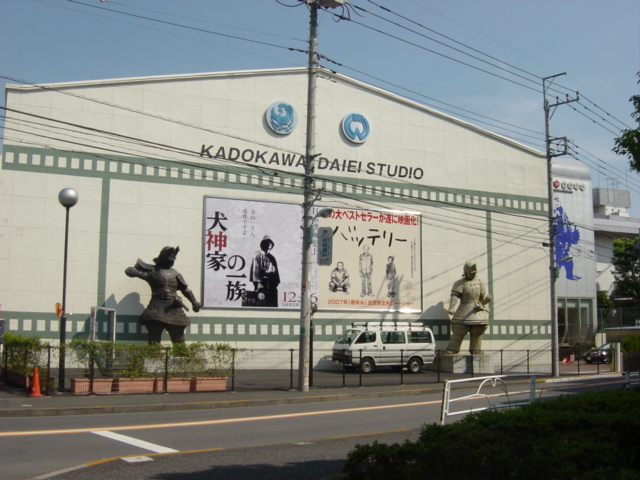
角川大映スタジオ。2006年8月撮影

- ジャンゴフィルム - 染地2。日活撮影所に併設。映画、放送番組、CM、MV等の企画制作を行なう制作プロダクション。
- TAKATSU - 国領町1。高津映画装飾および高津装飾美術。映画・ドラマ用美術品制作で業界最大手。
- 富士フイルムイメージングシステムズ調布事業所 - 柴崎1。現像所と写真展示施設「富士フォトギャラリー調布」を併設。
- 東映ラボ・テック - 国領町8。東映グループの日本有数の映画フィルム現像所、映像ポストプロダクション。
- 白組 調布スタジオ - 多摩川5。アニメ映画・実写映画の企画、制作およびVFXを主な事業とするプロダクション。当事業所はSFX製作スタジオ。
- アーク・システム - 富士見町4。映像撮影用照明会社。
- アラタFG - 映画・ドラマ・テレビ番組・プロモーションビデオなど映像作品の企画・制作。
- オリーブ・アート - 佐須町。旧「ポパイ・アート」の後継会社。テレビ番組・CM・イベントなどの装飾・小道具などの美術制作。
- エキスプロダクション - 柴崎。VFX、イベントの特殊造形を主な事業とするプロダクション。1970年代には下石原2丁目31番地付近や調布ヶ丘などで工房が稼働後、現在地へ移転。
- 岡安プロモーション - 深大寺東町。映画やテレビなどの映像編集会社。
- 画像技研 - 多摩川3。高速画像処理、リアルタイム画像処理に関する企画、設計、試作の製造販売。
- 興和調布工場 - 調布ヶ丘3。光学機器、放送映像機器の製造。
- 共進倉庫 - 飛田給1。映画フィルム倉庫。温度・湿度自動調整装置を備えている。
- グリフィス - 多摩川1。映画やテレビなどの、撮影や特殊効果の特殊機材レンタル・オペレーション。
- リバティハウス - 下石原1。映像制作における仕掛け・モーションコントロールなどの撮影特殊効果。
- クロキプロ - 布田4。映画、テレビドラマ等の制作会社にエキストラを紹介。
- 日映装飾美術 - 佐須町5。映画、テレビドラマ等の美術、装飾、造形の会社。
- 日本シネ・サービス - 富士見町4。映像撮影用照明機材の会社。
- ファン - 若葉町。ロケバス、機材車による運送会社。
- マリンポスト - 多摩川4。映画、テレビドラマ等のVFXのポストプロダクション。
- マーブリングファインアーツ - 国領町8。映画、テレビドラマ等の特撮用ミニチュア造形を主な事業とするプロダクション。
- 水木プロダクション - 布田。水木しげる作品の漫画・アニメ制作やキャラクター管理を行うプロダクション。

### 調布市発祥の企業
- JUKI - 国領町8。工業用ミシン等製造会社。1938年に[24]現在の調布市で創業[24][25]。給食用パンの製造工場も併設されていた。用地売却により、跡地にはイトーヨーカドー国領店が開店。本社ビルだけは売却せず残っていたが、2009年12月に多摩市鶴牧へ本社を移転、翌2010年9月に旧本社ビルもイトーヨーカドーのグループ会社へ売却された。旧本社ビルは既存の建物を解体せずに移設して継続使用していたが、建物移設が珍しかったためマスメディアなどで取り上げられた。現在は解体されて残っていない。これにより、バス停留所名も2011年4月1日より「ジューキ前」から「国領八丁目」に改称された。
- 第一興商 - 創業は中野区であるが、創業者が調布市で創業した音響機器販売会社が前身となった[26]。
- シダックス - 調布ケ丘3（現在も本店所在地）。給食調理事業。子会社のシダックス・コミュニティーが「レストランカラオケ SHIDAX」としてカラオケボックス事業も行っていたが、事業譲渡してカラオケ事業からは撤退した。
- フォレストモール - 前身となった株式会社やまきSC開発は、2003年1月の創業以来、本社を調布市内に置いていた[27]。2006年11月に八王子市にフォレストモール南大沢を開業し、本社も同モール内へ移転した[27]。現在の本社は新宿区[27]。

### 過去に所在した事業所
- アサヒグループ食品 - 若葉町2。かつてはベビーフードなどを製造していた和光堂の東京工場であった。都市計画道路用地に掛かっていたこともあり、2004年に生産機能は栃木県へ機能移転し、研究所のみが残った。2017年にアサヒグループ食品へ吸収合併。工場跡地は島忠ホームズ仙川店となっている。
- 榮太樓總本鋪 - 仙川町2。飴・蜜豆で知られる老舗の和菓子メーカー。1956年に調布工場が仙川町2に完成。工場があった縁から仙川駅前で小売店舗の営業もしていたが、2013年に工場は八王子市に移転した。調布市立武者小路実篤記念館ミュージアムショップで、実篤の描いた絵を缶にプリントしたオリジナルの榮太樓飴が土産物として販売されている[28]。
- 津村順天堂 - 緑ヶ丘1。東洋一の規模を誇った民間薬草園（津村薬草園）が、1924年に開設され戦後初期まで同所に在した。敷地は現在、白百合女子大学となっている。
- ハリウッド化粧品 - 美容家のメイ・ウシヤマの夫が創立した化粧品メーカー。1962年に調布工場が調布ケ丘に完成。2000年に工場は川崎市麻生区へ移転し、跡地はマンションとなったが、移転時には当地にある大寒桜（オオカンザクラ）の伐採に反対する運動がおこり、大寒桜は市の指定保存樹として保護されることとなった[29]。
- 日本針布 - 柴崎2。この地に東京工場が1932年に設けられ1969年まで稼働。紡績の工程の針布を業務とし、操業時は高度の技術を誇った。また社宅なども充実し、従業員への福利厚生の高さも知られた。
- マイクロソフト - 調布ケ丘1。地元不動産企業ニビックのビルを「調布技術センター (CTC) 」として使用し、研究開発やサポート部門が入っていた[30]。2015年4月に品川本社に統合された。なお2018年5月現在、調布技術センターの表記はマイクロソフト社のウェブサイト上に存在するが、実際には機能していない[31]。
- マニュライフ生命保険（旧・第百生命） - 国領町4。本社ビルの耐震性などを理由として、2015年3月に渋谷区初台の東京オペラシティタワーに移転。本社ビルは解体され、跡地には東京建物の分譲マンション「Brillia（ブリリア）調布国領」が建設された。
- ミツミ電機 - 国領町8。調布事業所があったが、2002年11月に多摩市へ移転[32]。跡地にはマンションが建設された。
- 雪印メグミルク - 多摩川1。首都圏西支店。跡地にはマンションが建設された。

#### 過去に所在した映画・映像関連の事業所
- 三船プロダクション - 入間町1。映画製作および芸能プロダクション。1960年代の映画最盛期には、入間町にかかる敷地にも撮影用のセットが組まれていた。現在は調布市側の敷地は売却され、跡地は神戸屋レストランとマンションになった。世田谷区側の敷地にプロダクションは残っている。
- 中央映画撮影所 - 多摩川。1950年代に活動した独立系スタジオ。1955年に「調布映画撮影所」に改称。跡地は公務員宿舎となっている。
- 栄スタジオ / 大映テレビ仙川スタジオ - 緑ヶ丘2。1970年代初頭から1980年代前期にかけて運用されていた映画・テレビスタジオ。ピープロ、円谷プロダクションの特撮シーン及び、大映テレビのドラマ撮影などが行われていた。1974年から「大映テレビ仙川スタジオ」と名称変更され、多くの作品の収録が行われたが、府中市中河原へ機能移転し閉鎖された。
- 宣弘社プロダクション 調布スタヂオ  - 小島町3。1960年代に前中期に3年ほど運用され、同社制作のテレビドラマ「隠密剣士」[33] などの撮影がされていた[34]。
- アイ・アール - 佐須町。テレビ番組・CM・イベントなどの装飾・小道具などの美術制作。
- パルコ調布キネマ - 小島町1。1989年の調布パルコ開業とともにオープンした映画館 (139席) 。東宝系作品を中心に上映された。また2010年に映画化された『ゲゲゲの女房』も上映された。2011年9月に閉館。2017年9月29日にトリエ京王調布C館にシネコン「イオンシネマ シアタス調布」が開館するまで、市内から映画館が6年間消滅することになった。このためシアタス調布の開業時には「映画のまちに、映画館がないって問題だ。」とのキャッチコピーで宣伝された。
- 東宝舞台 衣装部 - 富士見町。演劇・映画などの衣装の制作とレンタル。東京現像所と同敷地に2021年3月まで所在していた。
- 石原プロモーション - 布田4。芸能プロダクション、制作プロダクション。かつては国領町で設立されたが布田に移転した。2021年1月解散。
- 東京現像所 - 富士見町。1955年に設立された日本を代表する映画フィルム現像所、映像ポストプロダクション。2023年11月解散。2024年更地済み。

## 交通
調布市内を走る鉄道路線は京王線・京王相模原線と西武多摩川線であり、市内の駅はすべて京王電鉄の駅となっていて、西武多摩川線は新小金井駅-多磨駅間で調布市をかすめているが駅は無い。当市は東京都のほぼ中央部に位置しており、鉄道を利用すると調布駅から新宿駅へ18分（日中特急利用）、渋谷へ19分（日中特急利用で明大前から京王井の頭線へ乗り換えて急行利用）で到着する。
路線バスは調布駅を中心に整備されており、北口からは京王線国領駅、西調布駅、小田急線狛江駅、京王井の頭線・JR中央線（快速）・中央・総武線（各駅停車）吉祥寺駅、JR中央線（快速）・中央・総武線（各駅停車）三鷹駅、JR中央線・西武多摩川線武蔵境駅、JR中央線武蔵小金井駅、西武多摩川線多磨駅方面、
南口からは京王線仙川駅、つつじヶ丘駅、飛田給駅、京王相模原線京王多摩川駅、小田急線成城学園前駅、狛江駅、京王井の頭線・JR山手線・埼京線・東急東横線・田園都市線・東京メトロ銀座線・半蔵門線・副都心線渋谷駅、東急田園都市線・世田谷線三軒茶屋駅、東急田園都市線・大井町線二子玉川駅方面へのバス路線が主に発着している。
このほか、駅から市内の団地などを結ぶ市内完結路線、主要駅と公共交通空白地区を結ぶコミュニティバスなどがある。また調布駅には成田・羽田両空港からの直通リムジンバスも発着している。
調布飛行場跡地の開発にともない、飛田給駅北口が再開発され、飛田給駅始発のバス路線が整備された。飛田給駅南口でもバスロータリーが整備され、コミュニティバスの発着が北口から南口へ変更された。また西調布駅の橋上駅舎化、国領駅・布田駅の地下化にともない、駅前バスロータリーが整備された。その後も、調布駅前再開発による北口・南口のバスロータリー整備工事が進行中である。

### 鉄道

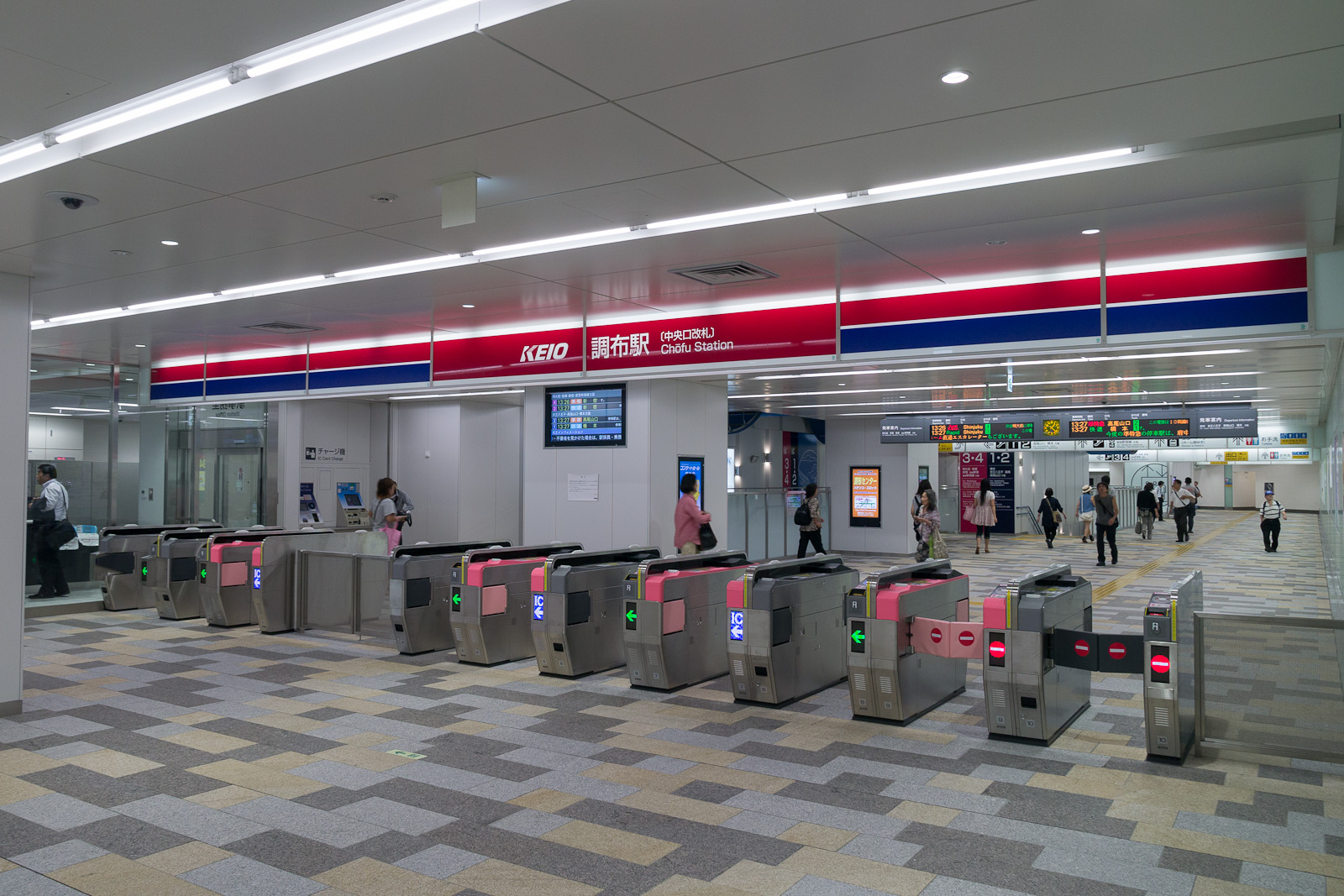
京王電鉄調布駅　中央口改札

- 京王電鉄 新宿から京王八王子・高尾山口・橋本を結ぶ。市内にある駅はすべて京王電鉄の駅である。
  - 京王線：仙川駅 - つつじヶ丘駅 - 柴崎駅 - 国領駅 - 布田駅 - 調布駅 - 西調布駅 - 飛田給駅
  - 相模原線：調布駅 - 京王多摩川駅

このほか、狛江市と世田谷区内の小田急小田原線、三鷹市と武蔵野市内のJR中央線と京王井の頭線、稲城市の矢野口駅からJR南武線が利用できる。また、市内に駅は無いが西武多摩川線が市の北西、境界部をわずかにかすめている（東八道路の付近）。

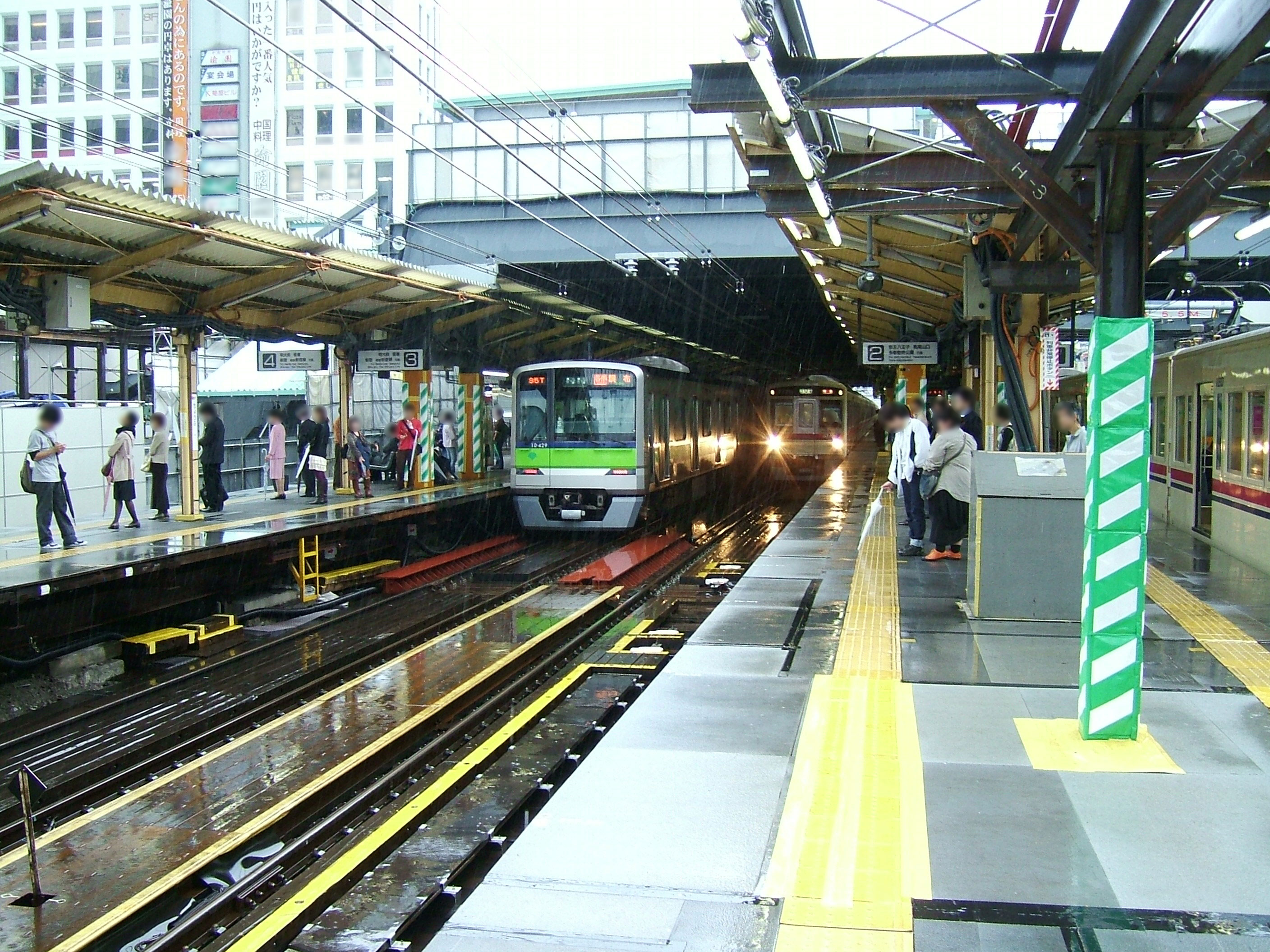
地上時代の調布駅ホーム 2008年10月撮影
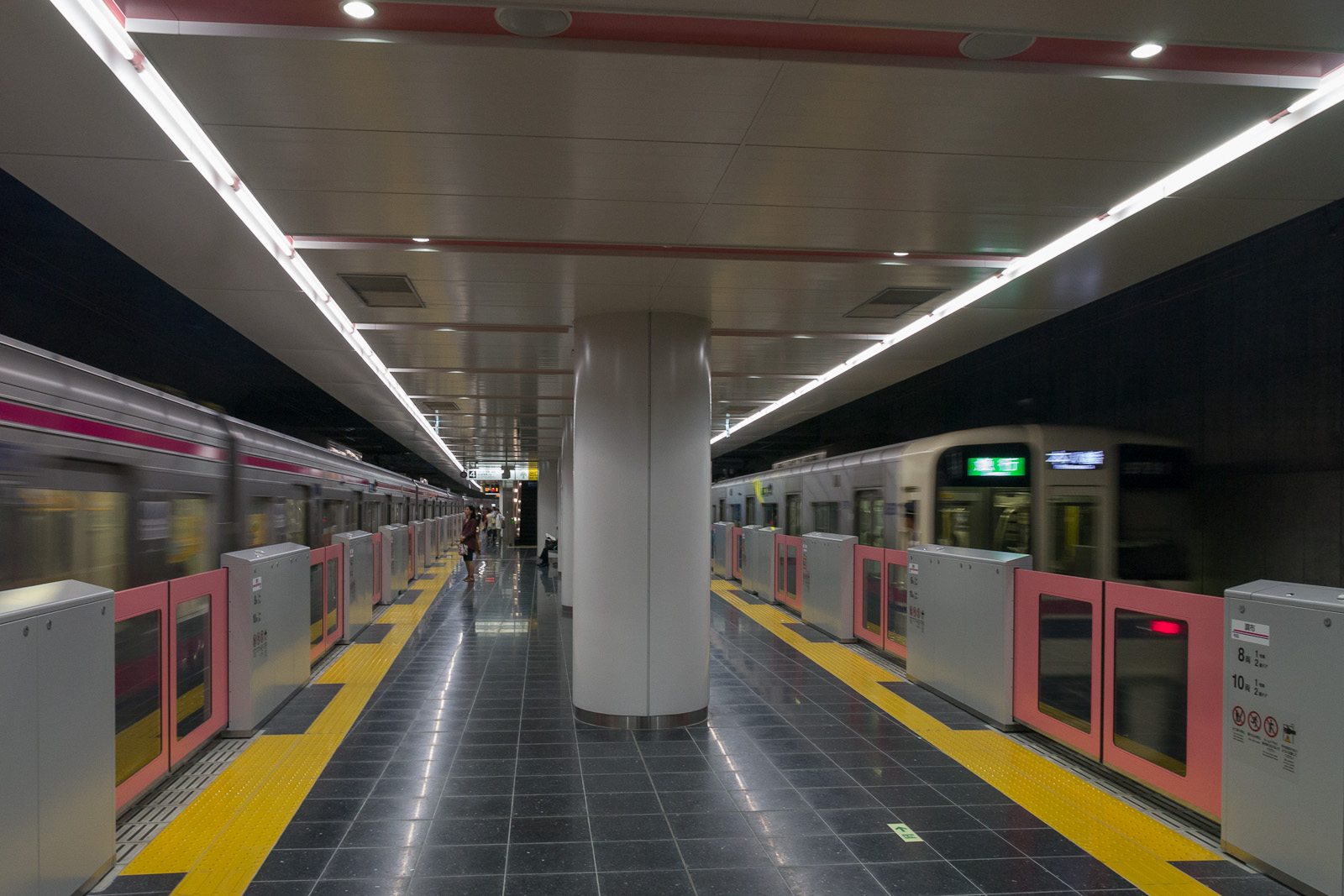
地下化された調布駅ホーム 2012年9月撮影

### 京王線連続立体交差事業
京王線の線路が調布市内を南北に分断しており、社会・経済活動の大きな障害となっていた。調布市によれば、当初は高架化による連続立体交差事業計画があったが、当時はまだ環境整備が十分でなく、1975年（昭和50年）にいったん断念したという経緯があった。第6代調布市長であった吉尾勝征の在任中、事業主体となる東京都や京王電鉄との協議を経て、1998年（平成10年）に国が京王線調布駅付近連続立体交差事業を採択。2002年（平成14年）2月に連続立体交差計画の地下化への都市計画変更を果たした
京王電鉄の線路と、狛江通りや三鷹通りなどの道路との平面交差（踏切）による慢性的な交通渋滞の解消を主目的とした連続立体交差化事業。施行区間は京王線の柴崎駅 - 西調布駅間（2808m）と相模原線の調布駅 - 京王多摩川駅間（886m）で、国領駅・布田駅・調布駅の3駅が地下化され、18箇所の踏切が解消される。事業主体は東京都。
2003年3月に事業認可を取得、2012年8月19日に地下化が完成。地下化3駅の駅舎工事と地上線撤去工事を行い、2014年度に事業は完了した。総事業費は約1149億円で京王電鉄・国・東京都・調布市の四者で分担した。これらと連動して駅前再開発事業や都市計画道路の整備が行われている。

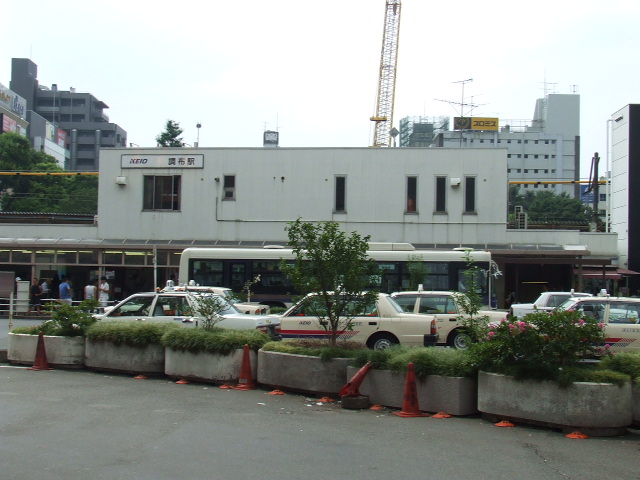
地上駅時代の調布駅　北口 2007年8月撮影
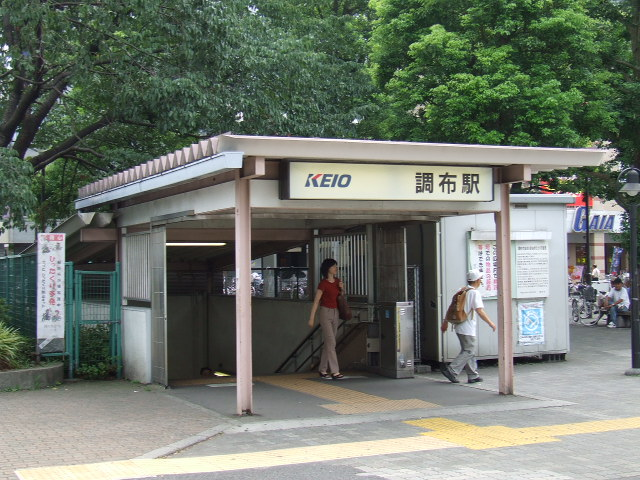
地上駅時代の調布駅　南口 2007年8月撮影
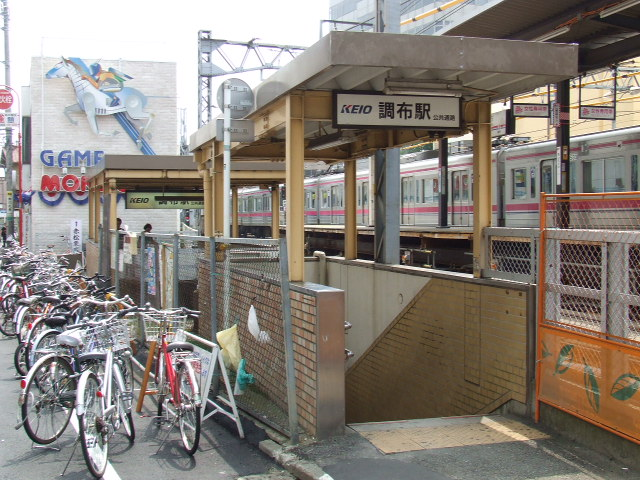
地上駅時代の調布駅　東口北側 2007年8月撮影
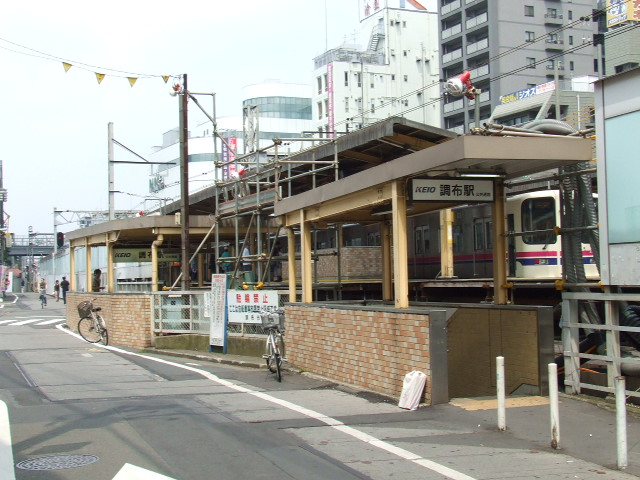
地上駅時代の調布駅　東口南側 2007年8月撮影
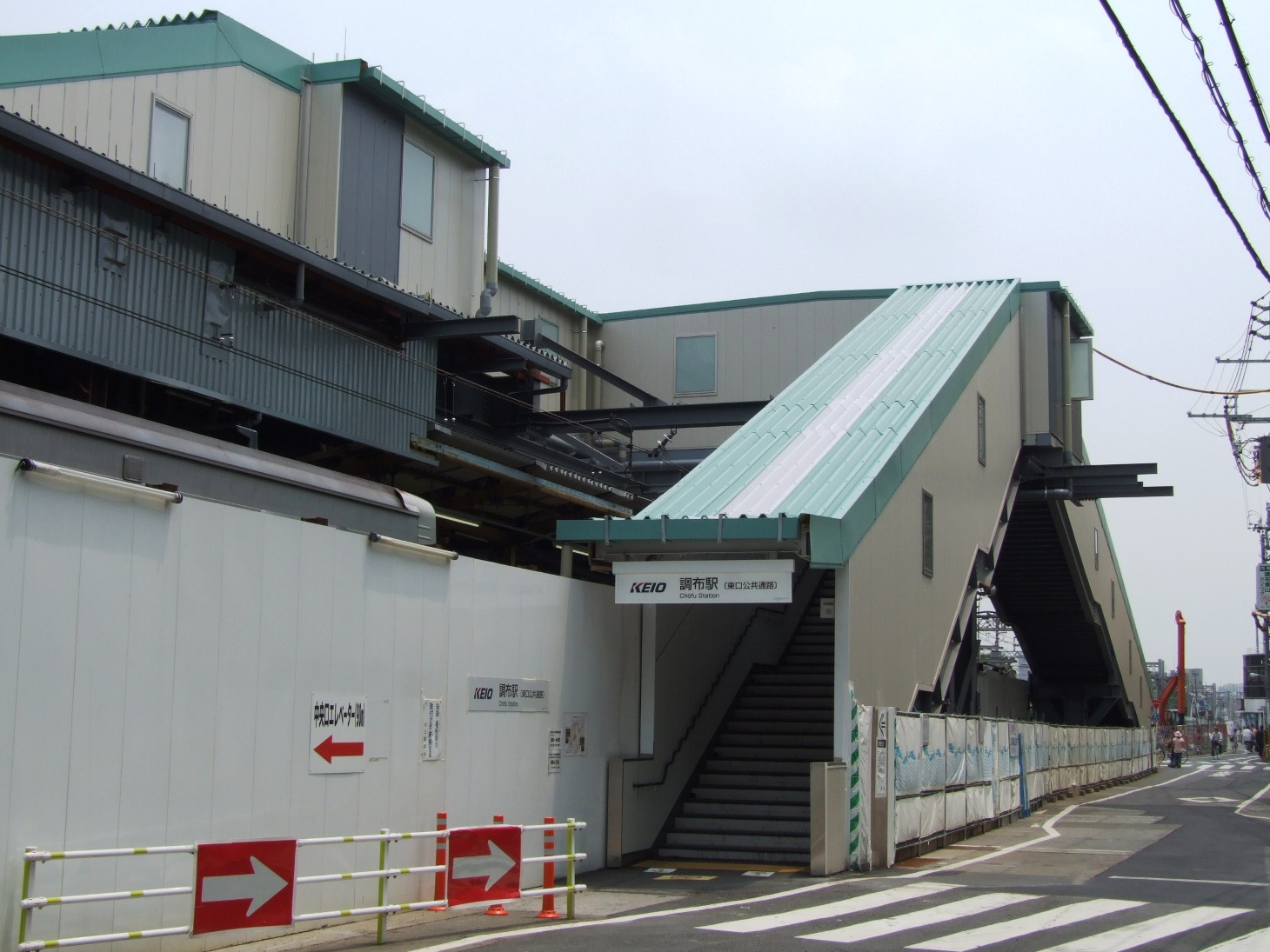
調布駅仮設駅舎　東口 2009年6月撮影
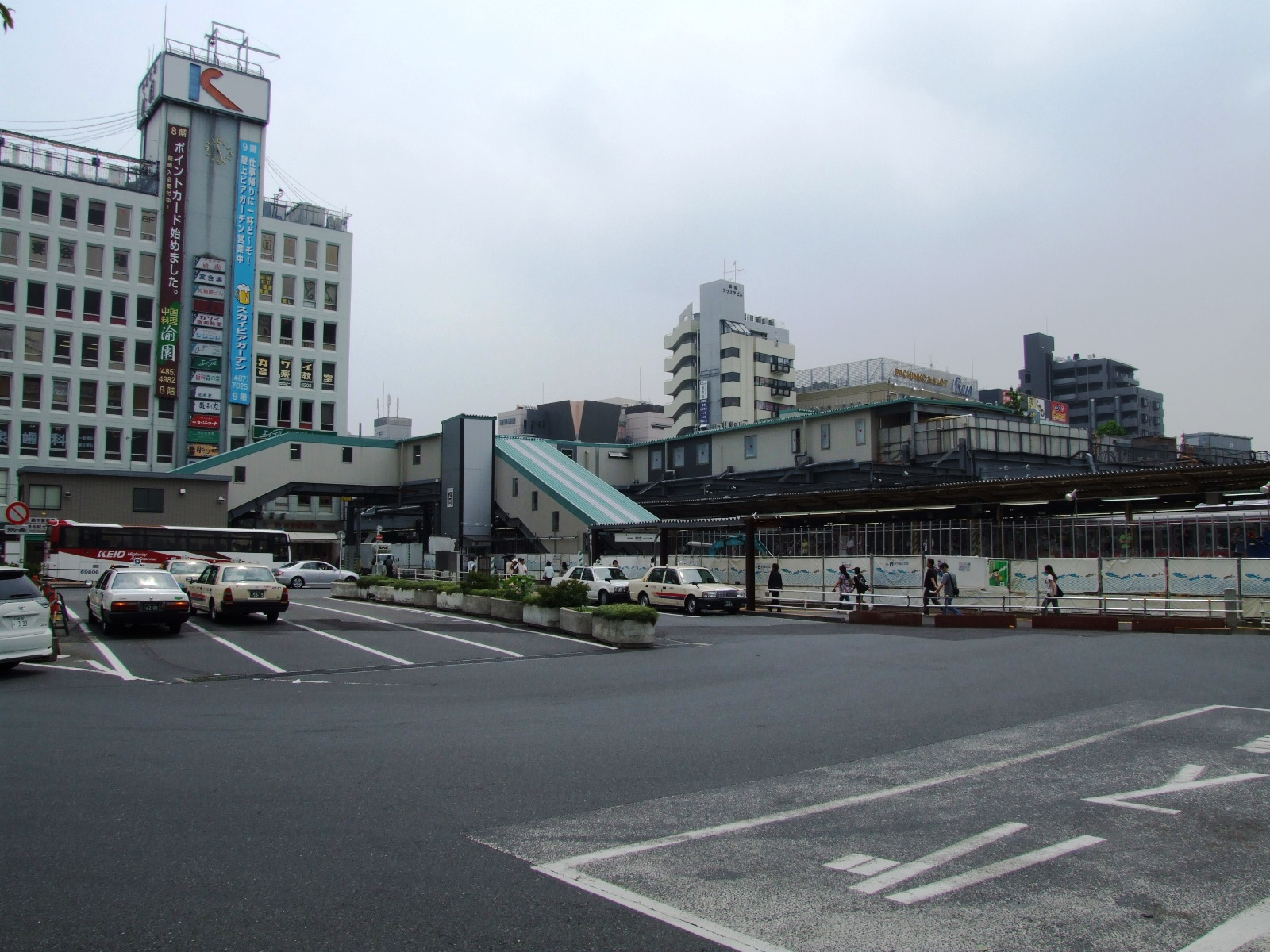
調布駅仮設駅舎　北口 2009年6月撮影
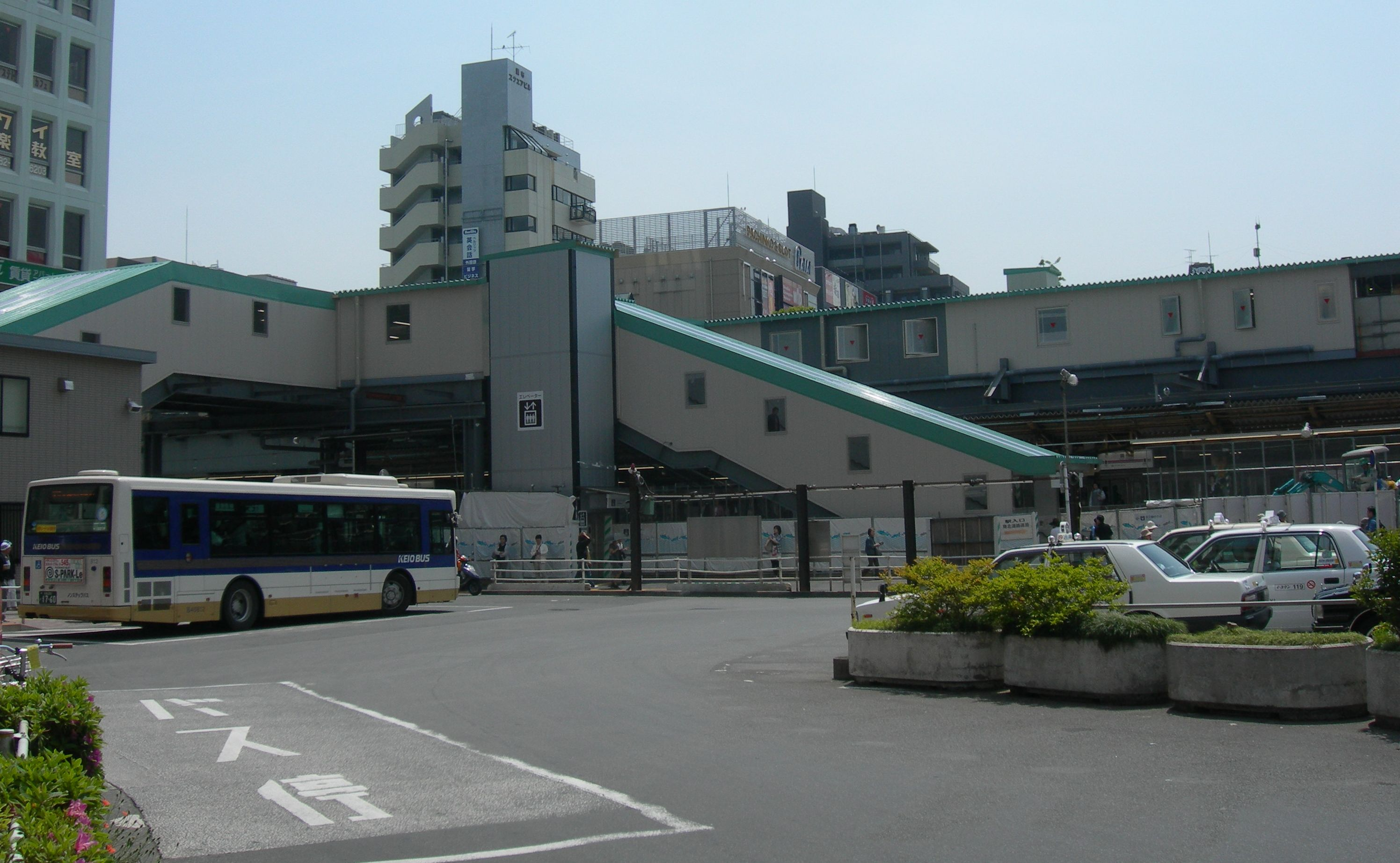
調布駅仮設駅舎　北口 2009年5月撮影
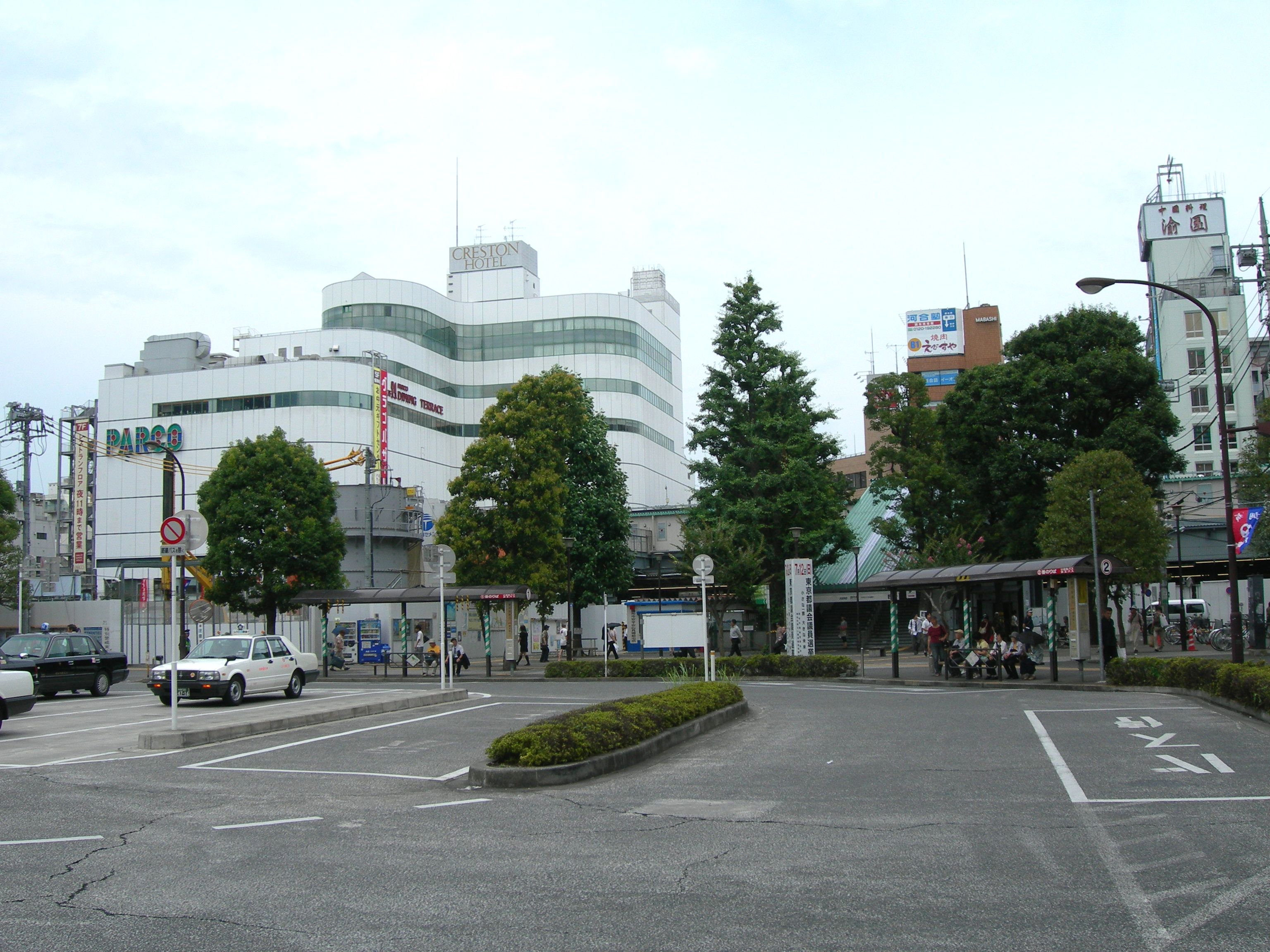
調布駅仮設駅舎　南口 2009年7月撮影

### バス

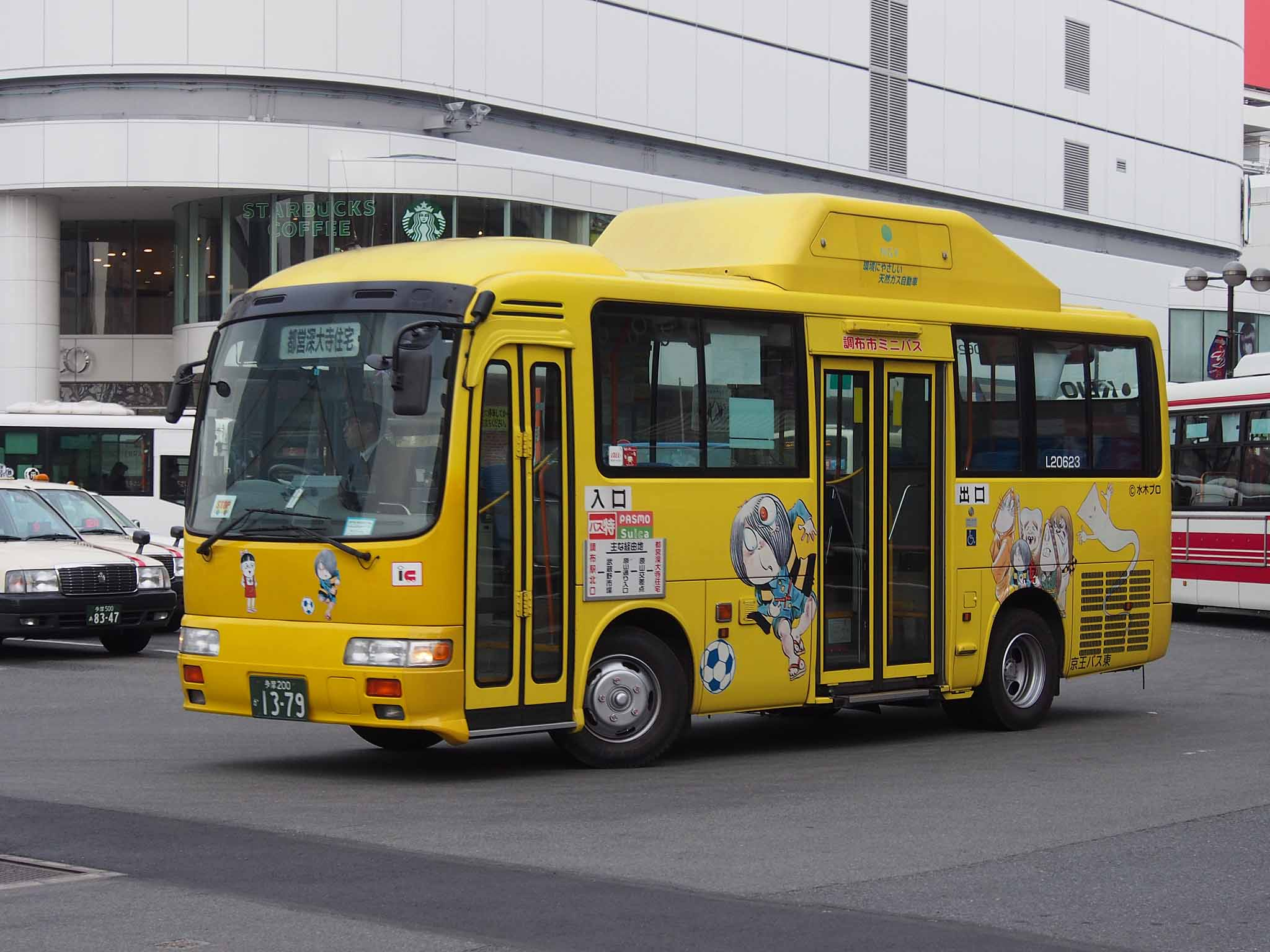
調布市ミニバス「鬼太郎バス」の車両
名誉市民である水木しげるの代表作『ゲゲゲの鬼太郎』のキャラクターが描かれている

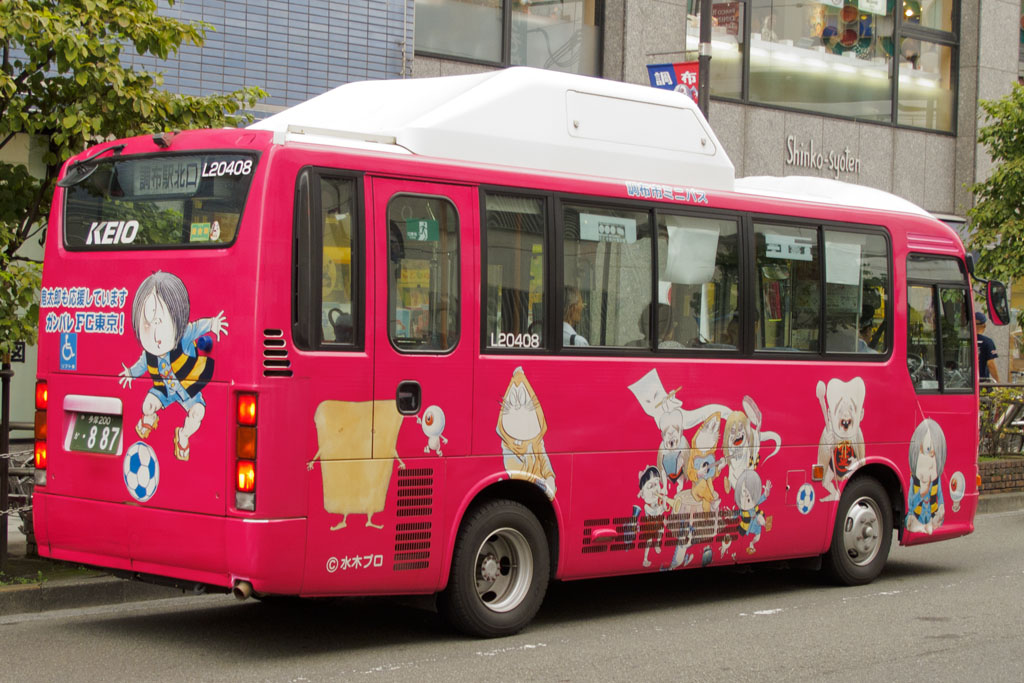
調布市ミニバス「鬼太郎バス」の車両
味の素スタジアムをホームとする、FC東京への応援メッセージが書かれている

調布市内のバス路線は非常に多く、路線網はかなり発達している。市内の各駅から中央線・小田急線の各駅に向かう路線は多数あるものの、南武線の駅に向かう路線は週に数本程度しかない。
柴崎駅を除く市内全駅にてバス路線の発着があるが、長年駅周辺が整備されていなかった事情などから、西調布駅・布田駅・仙川駅は駅前ロータリーに直接乗り入れる路線が少なく、駅周辺にあるバス停を鉄道駅との接続バス停としていることがある。路線の詳細については各駅の記事を参照。
路線バスは仙川町に本社が所在する小田急バス（ただし、市内に運行を担当する営業所は存在しない）、布田にある京王バス調布営業所の路線が中心を占め、コミュニティバスの運行受託もこの2社が行っている。
調布市は運賃区分では近隣の狛江市・武蔵野市・三鷹市とともに都区内地域となり、23区と同様に乗車する区間に関わらず均一の運賃が適用される。都区内地域外へ乗り入れる路線は乗車区間に応じた運賃が適用される。
市内に中央自動車道調布ICがあるため、高速バスの便も発達している。調布駅から羽田空港・成田空港への空港連絡バス、東京ディズニーリゾート行きの高速バスも定期運行されている。高速バスと空港連絡バスは、京王電鉄バスグループとその共同運行会社の運行となっており、小田急バスグループは担当しない。また、市内の中央自動車道沿いに深大寺バスストップが設けられており、各方面への高速バスが停車する。
都営バスも1972年まで調布市内に路線を持っており、京王帝都電鉄（当時）との共同運行で旧甲州街道に沿って新宿駅 - 八王子駅間を結ぶ路線バス（302系統）が運行されていた。
東急バスもかつては調布市内に路線を持っており、小田急バス狛江営業所との共同運行で渋26系統が調布駅へ、玉08系統が国領駅へ乗り入れていたが、玉08系統は1975年、渋26系統は1977年に撤退し、小田急バスの単独運行となった（東急バス弦巻営業所#世田谷通りのバスの始まりも参照）。
神奈川中央交通も2024年3月まで鶴川駅 - 調布駅南口間の単独路線（鶴22系統）を土曜1往復のみ運行していた。
- 一般路線バス
  - 京王電鉄バスグループ（京王バス調布営業所・京王バス府中営業所・京王電鉄バス小金井営業所）
  - 小田急バス（狛江営業所・吉祥寺営業所・武蔵境営業所・新百合ヶ丘営業所・小田急ハイウェイバス）
- 空港連絡バス（羽田空港・成田空港）
  - 京王バス・東京空港交通の共同運行
- 高速バス（東京ディズニーリゾート）
  - 京王バス・京成トランジットバスの共同運行

#### コミュニティバス
- 調布市ミニバス
調布市のコミュニティバス。調布駅・飛田給駅・仙川駅を発着する。
専用車両には、調布市の名誉市民である水木しげるの代表作『ゲゲゲの鬼太郎』のキャラクターが描かれている。
市内の飛田給駅近くにある東京スタジアム（味の素スタジアム）をホームグラウンドとする、Jリーグのプロサッカークラブ・FC東京への応援メッセージが書かれた車両もある。
- みたかシティバス
隣接する三鷹市のコミュニティバス「みたかシティバス」の「新川・中原ルート」は、調布市内のつつじヶ丘駅を発着するため、このルートのみ三鷹市と調布市の共同運営となっている。

### 道路

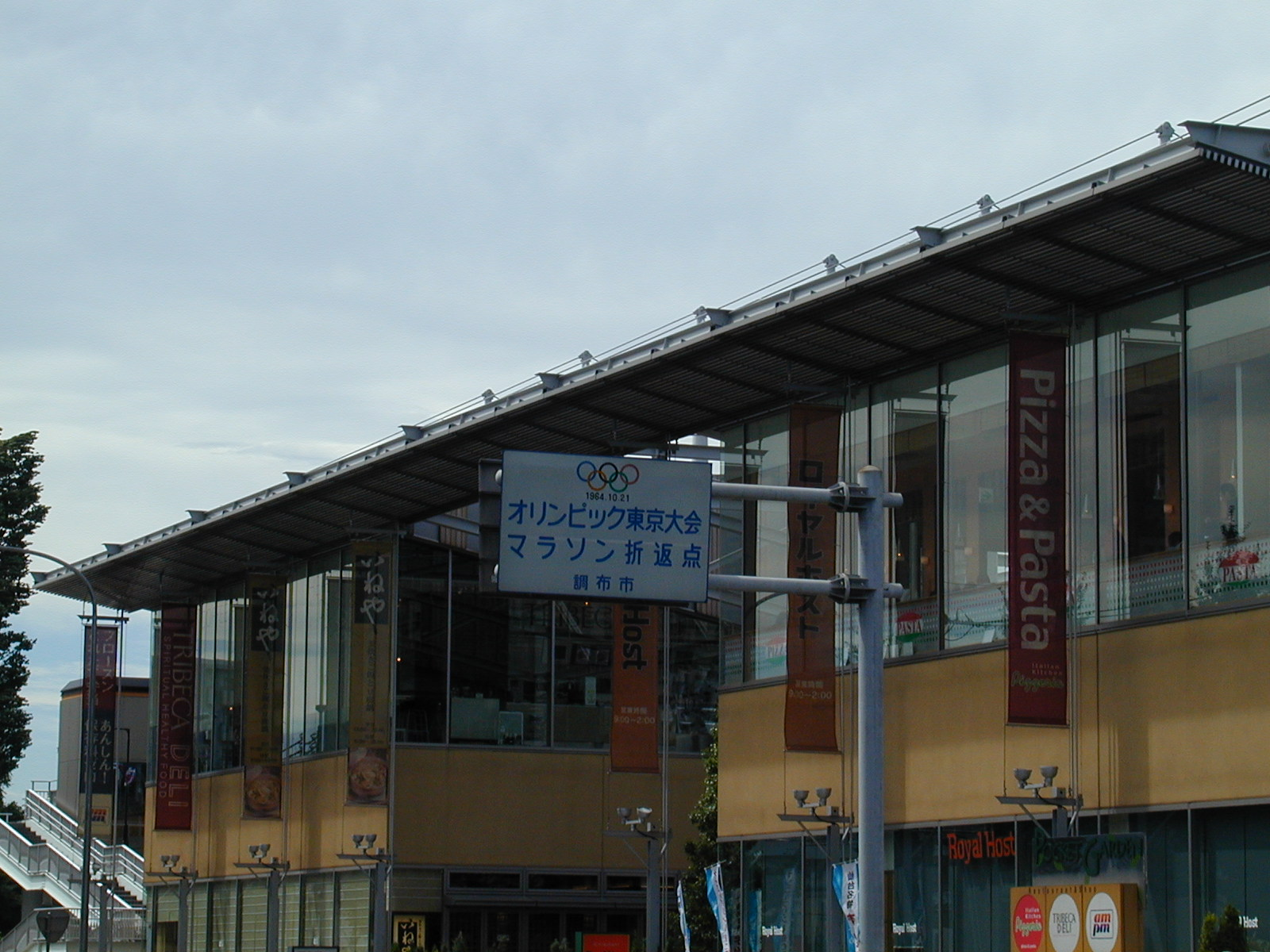
1964年東京オリンピックでのマラソン折り返し地点

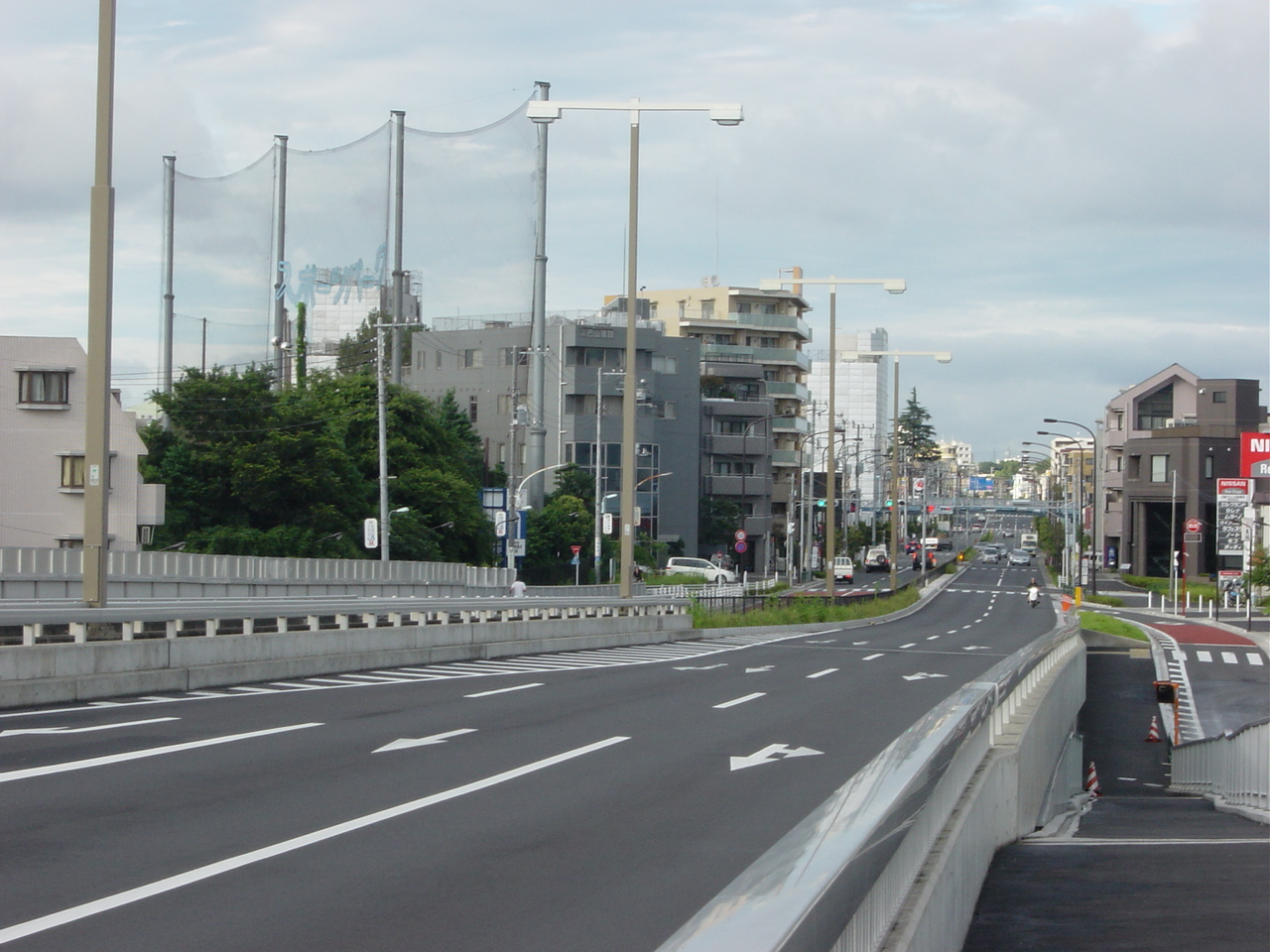
鶴川街道。多摩川原橋付近

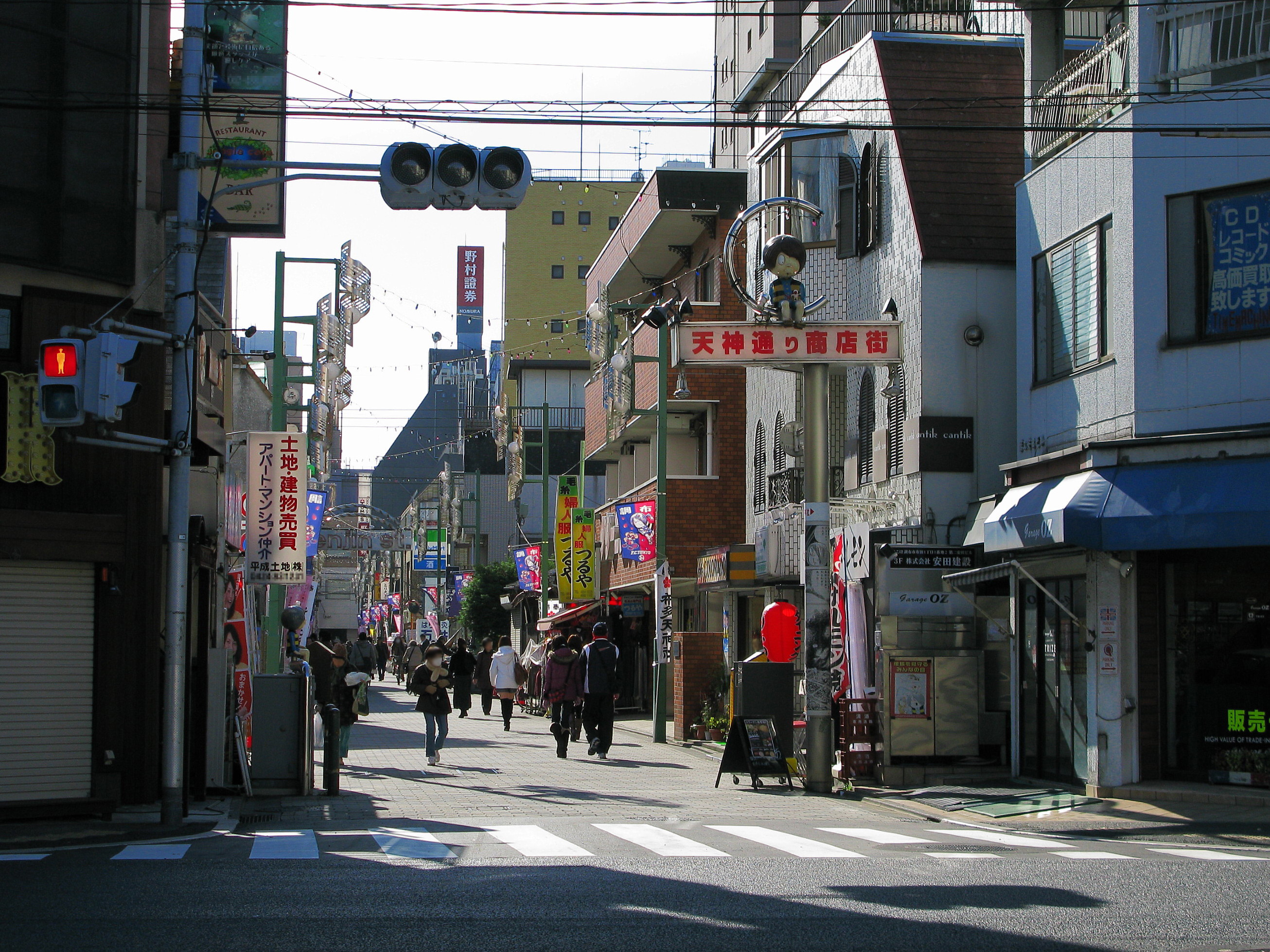
天神通り商店街

- 東西方向1964年東京オリンピックでのマラソン折り返し地点
  - 甲州街道
国道20号。市を東西に横断する幹線で、甲州街道に平行して開業した京王線は現在甲州街道の南側に線路が敷設されており、甲州街道に踏切はない。東京オリンピックでマラソン及び競歩のルートに選定されたことに伴い道路整備が行われた。当時の市街地を避けたため、環八を越えてすぐから京王線仙川駅の東方及び野川西方（京王線柴崎駅 - 国領駅間）から府中市本宿町までは新しく道路を造った。この道路が現在の甲州街道であり、地元では新甲州街道、もしくは単に甲州街道と呼ばれており、昔からあった道路は旧甲州街道と呼ばれている。京王線は駅間距離が短いこと及び昔の市街地に旧甲州街道があるため路線バスは甲州街道は運転していない。歩道橋が整備された頃は東京の東西を結ぶ主要幹線だったため、都心なみに設置されているが使用者は少ない。1964年東京オリンピックのマラソンでは飛行場付近が折り返し地点となり、記念碑が味の素スタジアム近くにある。
  - 旧甲州街道
東京都道119号北浦上石原線および東京都道229号府中調布線。甲州街道と京王線の間を走る。野川西方（京王線柴崎駅 - 国領駅間）で甲州街道から分かれ府中市まで続く。各駅を発着するバス路線はこちらを走る。江戸時代5街道として整備され、国領駅から調布駅までは布田五宿があったためこの区間は昔からの商業施設が多い。最近再開発により商業設備が市内に整備されてきたため、駅に近い立地を生かし商業施設はマンション等に建て替えられ、商店街の活気は無くなってきている。
  - 品川通り
京王線の南側を走る。かつては府中の大國魂神社から品川まで続いた古道で「品川道」と呼ばれた。その旧道は「旧品川みち」として現存している個所もある。現在の「品川通り」はつつじヶ丘方面に延伸されている。京王線布田駅の近くに京王バスの車庫（調布営業所）がある。横断歩道が多いため信号も多い。国領町イトーヨーカドー付近では狛江通りとの交差点があるため、特に土日・休日は渋滞が激しい。また、京王相模原線との交差部は、以前は道路が鉄道の下をくぐるアンダーパス構造であったが、京王線地下化工事のため一時的に数年間、道路を跨線橋化し鉄道をまたぐ構造となった。京王相模原線地下移行後は跨線橋を撤去し平面道路となった。市道ではあるが府中市へと続く道で、東京競馬場と大國魂神社に挟まれた競馬場通りを経て府中街道 (東京都道9号川崎府中線)まで道なりに行くことができる。
  - 佐須街道
柴崎から飛田給まで市内を東西に続く古道、江戸時代に甲州街道が整備されるまで調布の主要道路であった。
  - 桜堤通り
多摩川沿いに走る。日活撮影所、都立調布南高校がある。
  - 東八道路
東京都道14号新宿国立線。市の北端を通る。国道20号線の混雑解消のためのバイパスとして計画されたが、世田谷区などの反対運動もあり開通が遅れ、現在も府中市から国立市の一部の区間が未開通である。新設した当時は三鷹通りから小金井街道 (東京都道15号府中清瀬線)までしか開通しておらず、交通量もほとんどなく車線も一部ふさがれていた。道路幅が約30mありこの近辺ではこの様な巨大道路がなかったため、地元では30m道路と呼ばれていた。現在も高井戸（甲州街道からの分岐点）から八王子間の一部が途切れているために道路地図では東八道路と記載されているが、依然30m道路と呼ばれる場合もある。
- 南北方向
  - 狛江通り
国領駅付近旧甲州街道から狛江駅付近世田谷通りまで至る。バスが多く通行する。現在拡張工事途中。この通りは吉祥寺通りと直通する予定であり、現在甲州街道まで道路が出来ている。
  - 三鷹通り
都道121号。布田駅前を通り、深大寺地域を縦貫し、三鷹駅北側の五日市街道まで至る。
  - 鶴川街道鶴川街道。多摩川原橋付近調布市と稲城市を結ぶ多摩川原橋

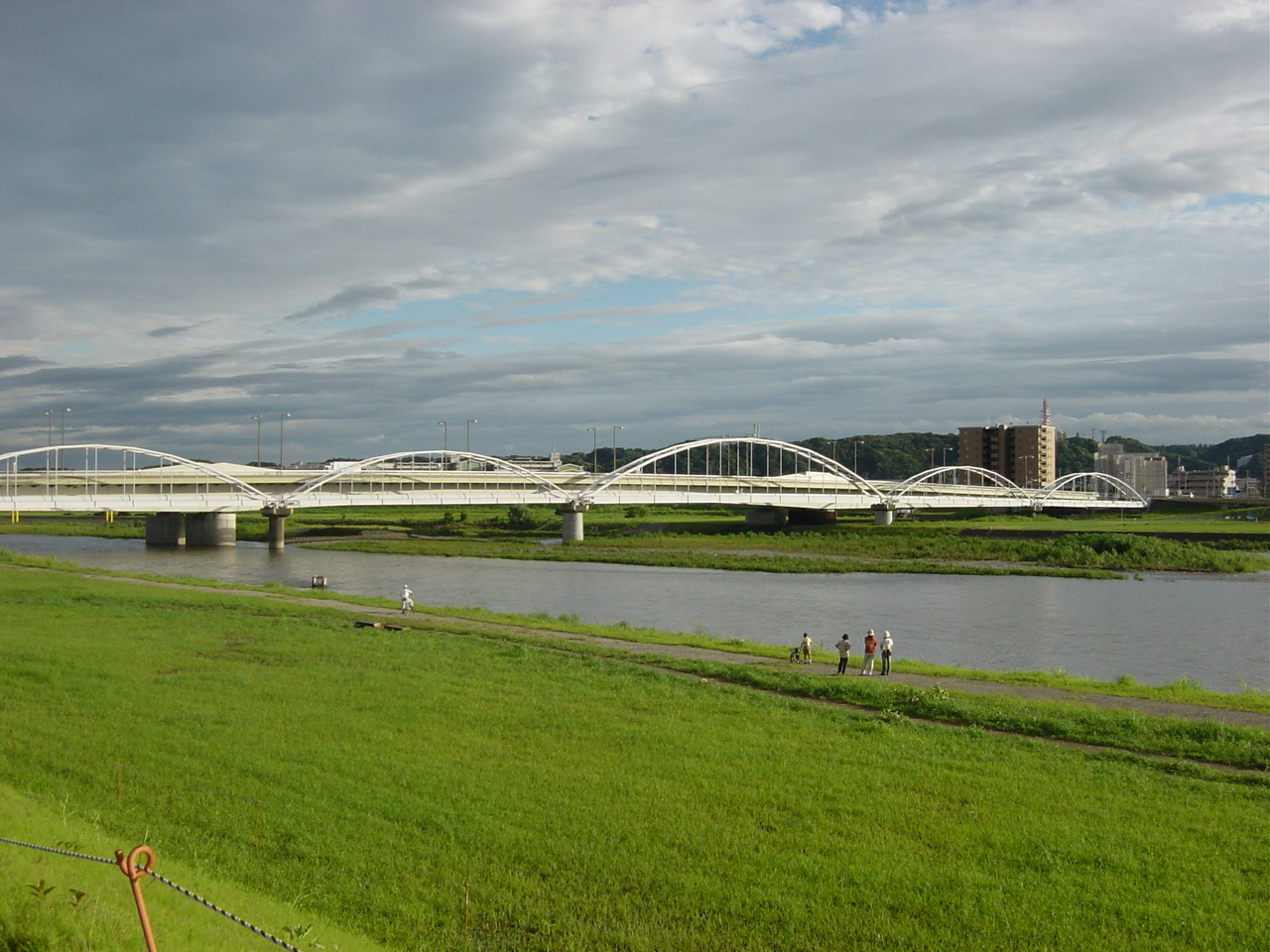
調布市と稲城市を結ぶ多摩川原橋

都道19号。町田市から川崎市麻生区等を経て当市甲州街道までの道路。地元ではダンプ街道とよばれるほどダンプの通行量が多く、2車線の上多摩川を越えた先に南武線の踏切があり常時渋滞していた。多摩川にかかる多摩川原橋が2006年4月23日に4車線化し、慢性化していた渋滞が幾分緩和され、また、南武線の立体交差事業の完成により踏切が無くなり渋滞が緩和された。調布駅の連続立体交差事業による地下化が決まったが、京王線の踏切渋滞対策として東京都の「踏切すいすい事業」として、仮設の跨線橋（ユニットとして組み立ることにより短期間で施工可能で、撤去後も他の箇所で使用できる跨線橋）第1号として立体化を行い、2003年3月30日に「調布鶴川陸橋」として完成したが、京王線の地下化に伴い2013年に撤去され、平坦な道へと改良された。
  - 武蔵境通り
都道12号。鶴川街道の延長上にある。旧甲州街道から中央高速までバイパスが並走する。多摩南北道路主要5路線の1つとして、2015年、御塔坂下付近から西東京市の間で拡幅工事が完了した。
  - 天文台通り
都道123号。国立天文台や飛行場の東側を三鷹方面に走る。道幅が狭かったが近年改修工事が行われている。
  - 大映通り
角川大映撮影所の脇を、京王相模原線と平行に走る。
- その他
  - 天神通り天神通り商店街
布田天神の参道。調布駅北口商業地区の一部をなす。近年、鬼太郎など水木しげるの妖怪キャラクターのモニュメントが造られた。
  - 電通大通り
調布駅北口から調布田無線へ接続する道路として計画され、現在調布駅北口から甲州街道（国道20号）まで開通している。甲州街道から調布駅北口への駅前通りであるが自動車の交通量が少なく、実質電通大への通学路となっていること及び電通大の東端の敷地を道路用地として計画している関係から、正式な愛称名として電通大通りとなった。三鷹行や吉祥寺行などの小田急バスが頻繁に運行されるバス通りでもある。
  - トロッコ道
三中の西側から二小の東側を通る道。大正から昭和にかけて多摩川の砂利を輸送するためのトロッコが走っていたことに由来する。
- 高速道路
  - E20中央自動車道
甲州街道の北側を通り、富士見町での交差個所に3.調布インターチェンジが設けられている。農業高校実習場付近に高速バスの停留所深大寺バスストップがある。松任谷由実の曲『中央フリーウェイ』が作られた頃は、調布ICより東京方が開通していなかったため、調布ICから八王子方面（当市や府中市の光景）が歌われている。
  - 東京外かく環状道路（建設中）
当市付近では国分寺崖線の下側を通る予定となっている。中央ジャンクション（三鷹市）と東名ジャンクション（世田谷区）の間にはインターチェンジは置かれない。
2020年10月18日に東つつじケ丘2丁目で起きた陥没事故の影響で工事が中断されている[37][38]。

### 空港

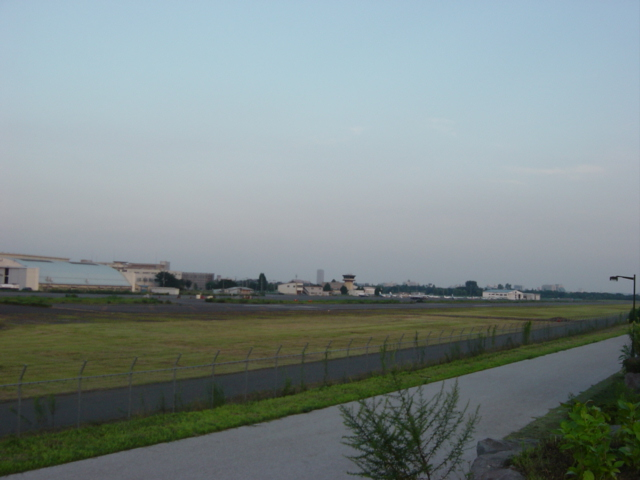
調布飛行場。武蔵野の森公園から撮影。

- 調布飛行場調布飛行場。武蔵野の森公園から撮影。

大島、新島、神津島、三宅島の東京都諸島間を結ぶ離島航空路線の拠点。平成4年7月に東京都が国から管理を引き継ぎ、平成13年3月に場外離着陸場から正式飛行場（その他飛行場）となる。防災、医療、消防など緊急活動にも使用されている。第二次世界大戦中には三式戦闘機「飛燕」が配備されており、現在も格納庫跡が保存されている。

### ナンバープレート
調布市は、多摩ナンバー（東京運輸支局）を割り当てられている。
多摩ナンバー割り当て地域
- 立川市・武蔵野市・三鷹市・府中市・昭島市・調布市・町田市・小金井市・小平市・東村山市・国分寺市・国立市・西東京市・東大和市・狛江市・東久留米市・清瀬市・武蔵村山市・多摩市・稲城市 。

## 観光・文化

### 名所・旧跡
- 深大寺
  - 深大寺城跡（国史跡）

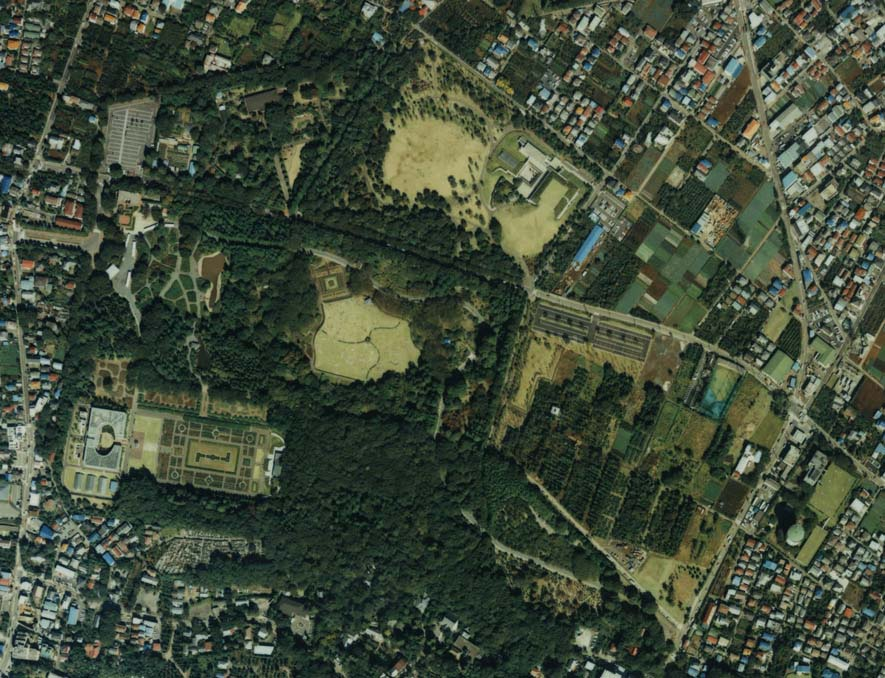
神代植物公園の航空写真。

  - 鬼太郎茶屋 - 深大寺元町に所在。2003年秋に開店。『ゲゲゲの鬼太郎』関連商品を扱う。2階には「妖怪ギャラリー」がある。2024年8月4日閉店。2024年11月20日に天神通り商店街に移転。調布市立野草園。2006年8月撮影

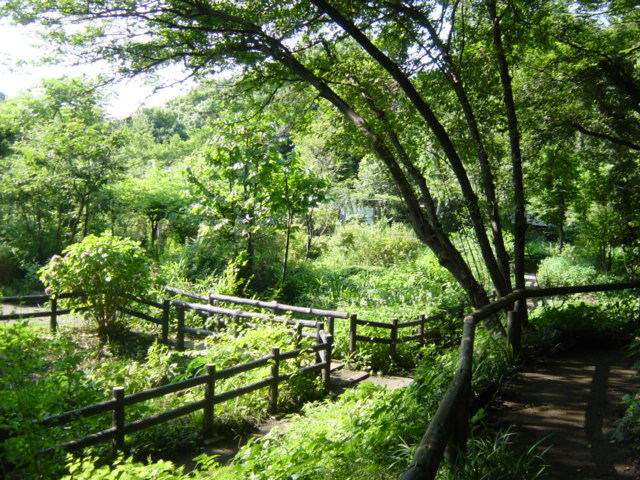
調布市立野草園。2006年8月撮影

- 調布市深大寺自然広場 野草園 - 毎年6月にホタル観賞会を実施。布多天神社。2006年8月撮影
- 神社

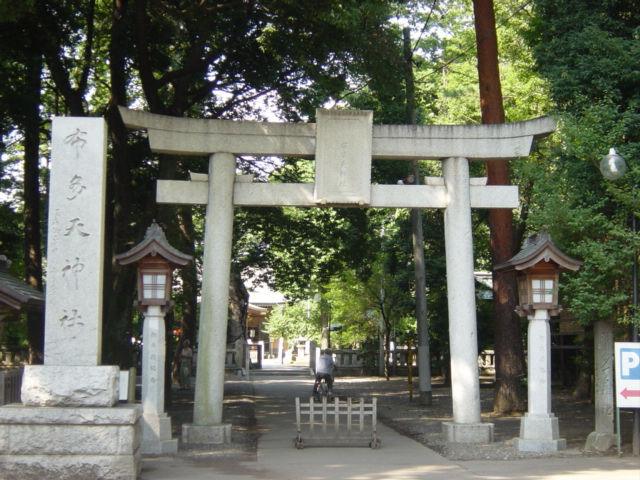
布多天神社。2006年8月撮影

  - 布多天神社 - 延喜式内神社。祭神は少彦名神と菅原道真を祀る。毎月25日の月例祭には三番叟（さんばそう）などの里神楽が奉納され、境内には市が立ち、参道には出店が立ち並ぶ。9月には例大祭神輿渡御がある。
  - 國領神社 - 神木である境内の藤の大木「千年乃藤」で有名。祭神は神産巣日神、天照大御神、建速須佐之男命を祀る。10月には例大祭、御神幸祭がある。
  - 青渭神社 - 延喜式内神社。深大寺との縁が深い。神木とされる巨木「青渭神社のケヤキ」がある。
  - 虎狛神社 - 延喜式内神社。深大寺との縁が深い。神木とされた巨木「虎狛神社のクロマツ」があった。
- 新選組局長近藤勇 生誕地
  - 近藤勇生家跡[39]
  - 近藤勇座像 - 西光寺[40]
- ちょうふ八景 市制30周年を記念して指定
  - 近藤勇の史跡と野川公園
  - 深大寺と神代植物公園
  - 布多天神と市（いち）
  - 調布不動尊と国領神社の千年藤
  - 上石原若宮八幡とはけの緑
  - 四季の多摩川と花火
  - 実篤公園と記念館
  - 糟嶺（かすみね）神社と明照院（みょうしょういん）

### 公園・植物園・遊園地

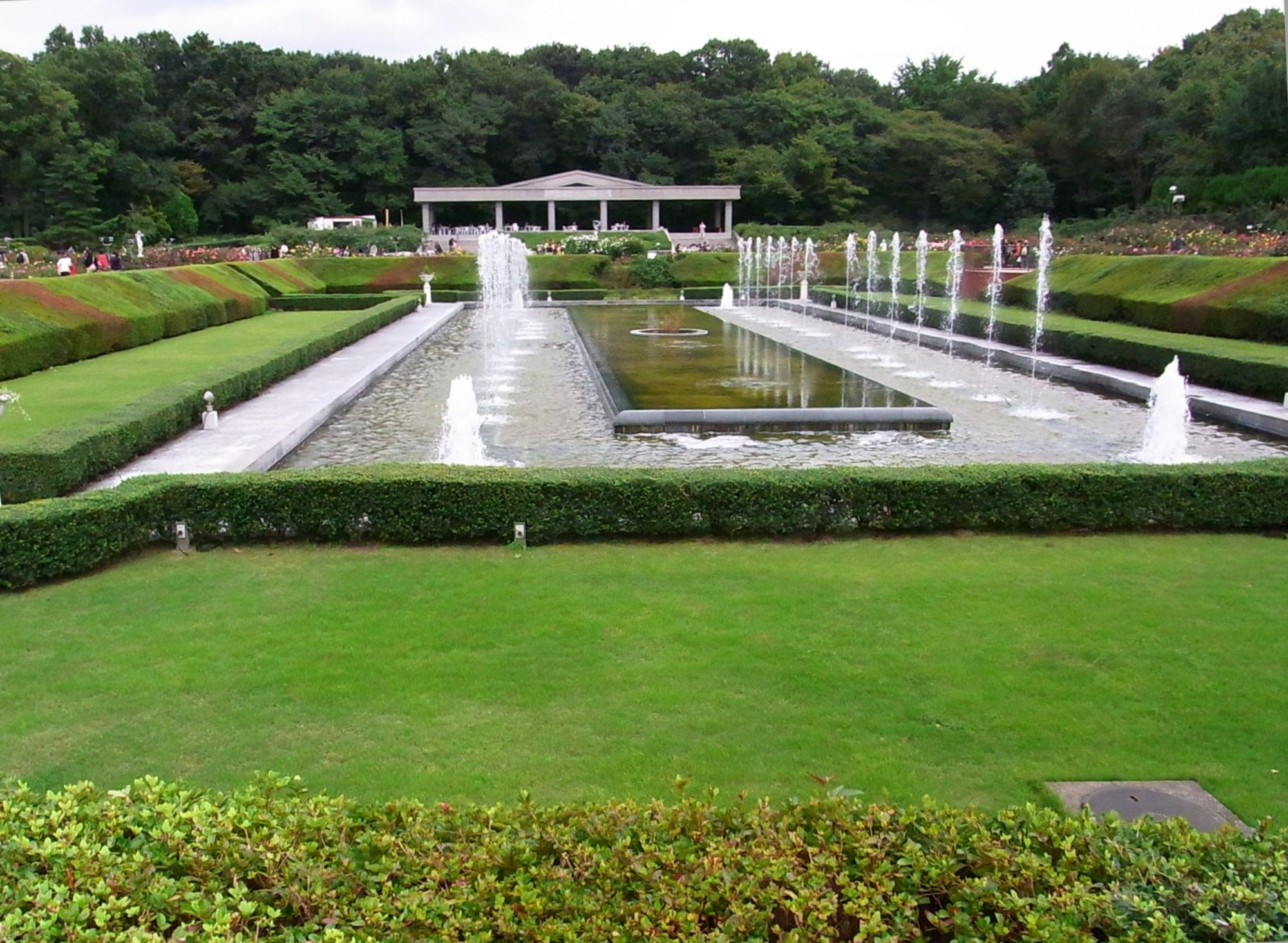
神代植物公園（2010年10月22日撮影）

- 都立野川公園 - 1980年（昭和55年）6月に開園

三鷹市と小金井市にまたがる。「大芝生」がある。元は国際基督教大学のゴルフ場だった。
- 都立神代植物公園 - 深大寺周辺にある植物公園

元々、東京の街路樹などを育てるための苗圃だったが、1961年（昭和36年）に名称を神代植物公園と改め、都内唯一の植物公園として開園。

#### 過去の施設
- 京王閣 - 多摩川。1927年に開園した遊園地。戦争の影響で次第に寂れ、1947年に売却された。
- 京王遊園 - 多摩川。1955年に開園、1971年に閉園した。跡地は京王テニスクラブとなっている。
- 京王フローラルガーデンANGE - 旧名は京王百花苑。京王多摩川駅下車京王フローラルガーデンANGE

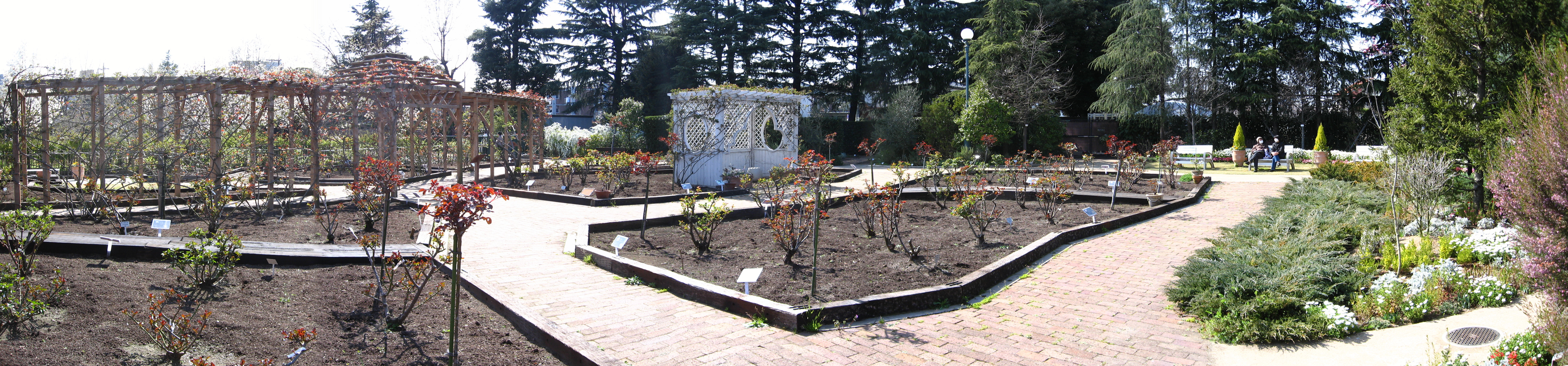
京王フローラルガーデンANGE

### 博物館・劇場
- 武者小路実篤記念館・実篤公園 - 若葉町1。武者小路実篤の屋敷跡である実篤公園に隣接して、作品及び資料を収集・保存する記念館がある。
- 調布市郷土博物館 - 小島町3。京王多摩川駅下車。調布市の歴史に関する資料を所蔵・展示する。調布市出身の新選組局長近藤勇に関連のある品も展示されている。
- 調布市立中央図書館 - 小島町2。調布市文化会館たづくり内、1995年に開室。 映画資料室では、地域産業である映画の資料収集・提供を行う。また市内在住の漫画家、水木しげるとつげ義春の作品と関連資料の収集・提供も行っている。
- 東京アートミュージアム - 仙川町1。2004年開館。仙川駅前の再開発で道路が開通することになり、町並みを守ることを目的として、土地を所有する個人が建設。設計は安藤忠雄による。館の半分は市に貸される。
- 調布市せんがわ劇場 - 仙川町1。2008年に開場した市営の演劇劇場。
- 桐朋学園宗次ホール - 若葉町１。2021年に開場した音楽ホール。
- 仙川アヴェニュー・ホール“ve quanto ho......” - 仙川町1。2009年に開館したコンサートホール。

### 文化団体
- せんがわ劇場市民アンサンブル - 2007年発足。
- 調布さくらウインドオーケストラ - 2015年発足。
- 調布市民合唱団 - 1978年発足。
- 調布市青少年吹奏楽団 - 1960年発足。
- 調布フィルハーモニー管弦楽団 - 1981年発足。
- バッハ・コレギウム・ジャパン - 2010年に調布市文化・コミュニティ振興財団と相互協力協定を締結。

### 祭・イベント・街おこし
- 勇丸くん - 調布市商工会の公式キャラクター。
- ガチョラ- 「映画のまち調布」の応援キャラクター。名前の由来は「ガメラ」と「ガんばろう」の「ガ」、「調布」の「チョ」、「ラジオ」と「ラブ＆シネマ」の「ラ」[41][42]。
- 深大寺だるま市（3月3日 - 4日） - 日本三大だるま市の一つ。
- 調布市民駅伝 - 1980年代は総合体育館を拠点に深大寺を周回するコース、90年代に入り市役所前をスタート地点とし品川通りを使用するコースで開催された。2014年からは味の素スタジアムとその周辺一帯の周回コースで開催されている。
- 調布市花火大会 - 1982年から毎年、多摩川河川敷で開催されている花火大会。約10,000発打ち上げられ、市内外から35万人前後の観客を集める。
- 深大寺鬼燈まつり(ほおずき まつり) - 毎年7月に深大寺界隈にて行われる、提灯に見立てた鬼燈(ほおずき)を並べ精霊たちをお迎えする。
- 深大寺短編恋愛小説「深大寺恋物語」公募事業 - 『関東有数の古刹である「深大寺」の発祥は、その名前の由来でもある「深沙大王」という神様にまつわる「縁結び」の物語に由来する』と、1300年前から深大寺に今も伝わる「深大寺縁起絵巻」に記載されていることから事業の拠り所とし、2005年から行っている恋愛小説の公募事業。入賞作品は冊子になり販売される。
- 調布国際音楽祭 - 2013年に「調布から音楽を発信する」音楽祭としてリニューアルされ開催。
- 映画のまち調布 シネマフェスティバル - 「映画のまち調布」ならではの映画祭を目指し開催され、映画制作の現場を支える技術者や会社などが「映画のまち調布賞」の贈賞により顕彰される。毎年2月頃に開催。
- デカ盛りウォークラリー - 2012年以降開催。毎年、期間限定で、市内の飲食店が一般的な大盛りよりはるかに量が多い「デカ盛り」メニューを創作し、販売する(一部飲食店では、期間終了後も販売する)。後に、辛口より辛いメニューを販売する、「Oh!!辛チャレンジ」も同時開催されるようになった。
- よさこいソーラン祭り in 調布
- ちょうふグローバルフェスタ-　2014年から調布駅前で開催。海外の飲食やダンスを提供。
- キンダー・フィルム・フェスティバル (東京) - 2008年より2015年頃まで、毎年8月上旬に調布市グリーンホールなどを会場に開催。

## スポーツ

### スポーツ施設
- 東京スタジアム（施設命名権名称「味の素スタジアム」） - FC東京、東京ヴェルディのホームスタジアム。2002年のサッカーW杯ではサウジアラビア代表のキャンプ地となった。味の素スタジアム

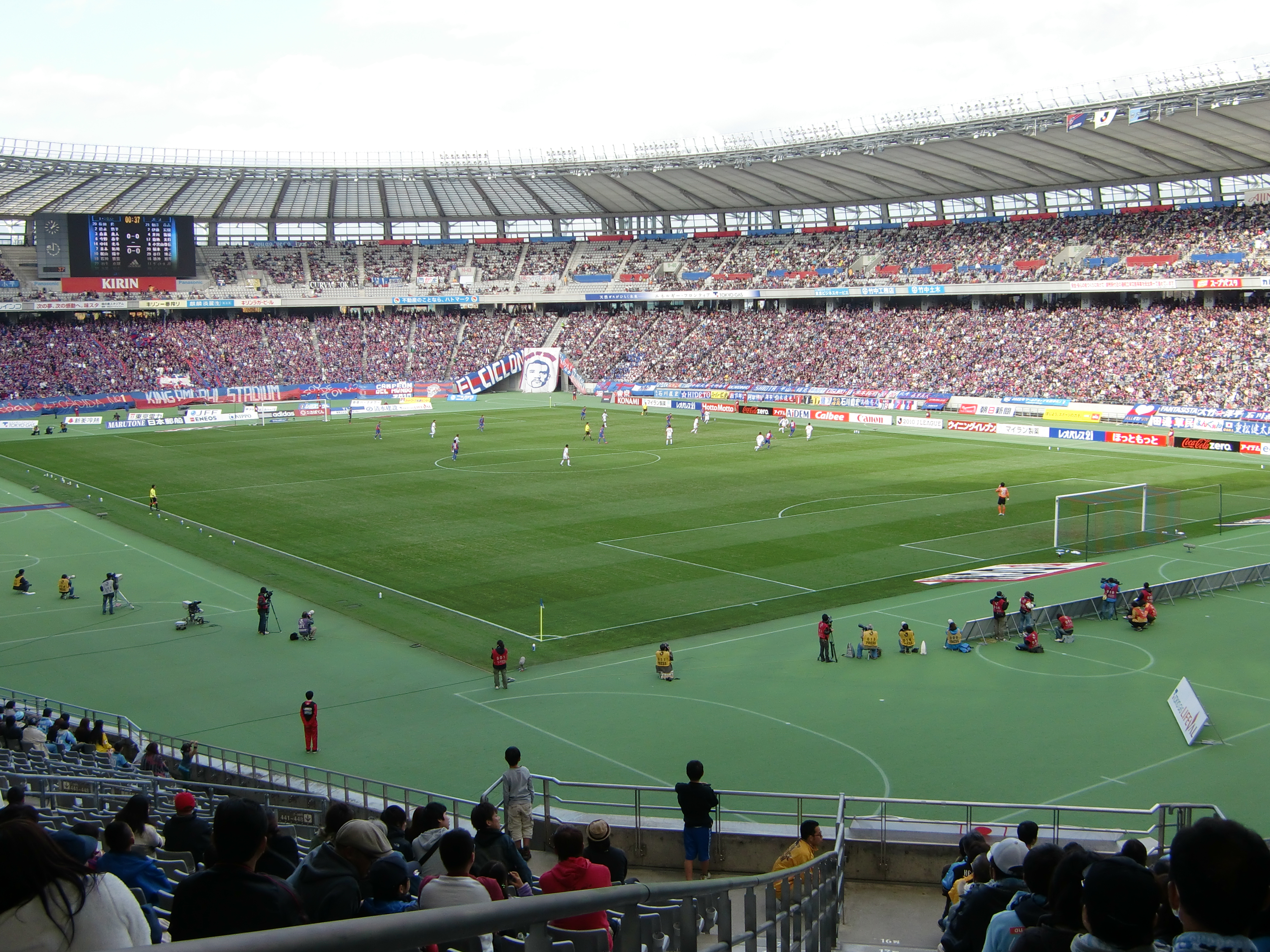
味の素スタジアム

  - 東京スタジアム補助グラウンド（施設命名権名称「アミノバイタルフィールド」） - 東京スタジアムに隣接する、球技専用の補助グラウンド。主にアメフトの試合に使われる。
  - 味の素スタジアム西競技場 - 2012年に開場した味の素スタジアムに隣接する競技場。
  - 武蔵野の森総合スポーツプラザ
- 調布市総合体育館 - 調布市スポーツ協会が運営
- アクラブ調布 - 旧名は金子スイミングクラブ。シンクロの藤丸真世が出身。
- 調布基地跡地運動広場
- 京王閣競輪場 - 京王多摩川駅下車。
- 京王テニスクラブ - 多摩川。京王遊園の跡地の東側敷地に、京王レクリエーションが1972年より運営するテニスクラブ。
- 桜田倶楽部東京テニスカレッジ - 深大寺元町。1981年に設立、ジュニア育成が特色のテニスクラブ。
- 東宝調布スポーツパーク - 多摩川。ゴルフショートコース、同練習場、テニスクラブによる複合スポーツ施設で、東宝共榮企業が経営。敷地面積約4万坪。
- 三菱養和会調布グラウンド - 染地。元三菱重工調布グラウンド。2003年（平成15年）に開場。
- J-SOCIETY FOOTBALL PARK調布（旧・楽天地フットサルコート調布） - 染地。2018年（平成30年）2月28日営業終了後、現在は一般社団法人日本ソサイチ連盟が運営。
- キャプテン翼パデル調布 - 富士見町1。2022年に開場。スペイン発祥のスポーツパデルの専用コート。

#### 過去の施設
- 東京府営公衆遊泳場 - 上石原。1921年に開設され、1923年の関東大震災による破損の為に休止した100m×25mの水泳競技場。大正後期、水泳の全国大会が開催され、日本水泳界の中心地として機能した。

### スポーツチーム
- FC東京 - Jリーグに加盟するプロサッカークラブ。味の素スタジアムをホームスタジアムとする。2001年から市として公式に応援するページも制作されている[43]ほか、鹿島建設グラウンド(菊野台)など市内3か所でジュニア向けサッカースクールの定期活動も。
- 東京ヴェルディ - Jリーグに加盟するプロサッカークラブ。同じく味の素スタジアムをホームスタジアムとする。
- 胎内ディアーズ（旧・鹿島ディアーズ→リクシルディアーズ→ディアーズフットボールクラブ） - アメリカンフットボールXリーグ 。登録上の本拠地は新潟県胎内市に移転したが、当面は菊野台にある「鹿島建設柴崎グラウンド」を拠点のひとつとして活動。年1回、練習場にて地元との交流イベントを開催するほか、チアチームが地域イベントに出演するなどの活動もしている。
- サントリーフーズサンデルフィス - サントリーフーズのラグビーチーム。2009年よりアミノバイタルフィールドを練習場として使用している。
- 拓殖大学陸上競技部 - 箱根駅伝ほか　上石原にクラブハウスを置く[44]。2015年には市民駅伝大会にもゲストとして出場[45]。
- ACミランアカデミー東京 - 世界的な名門サッカークラブであるACミランの世界各国に存在するアカデミーの1つ。東京では、東京スタジアム（味の素スタジアム）をメイングラウンドとして活動している[46]。ミランより派遣されているテクニカルディレクターは、セリエAで100試合以上の出場歴を持つマヌエル・ベッレーリ氏。

#### 過去にゆかりのあったスポーツチーム
- 日本大学第三高等学校野球部 - 菊野台に「鎌田球場」と称した球場及び寮施設を所有し拠点としていた。1976年に町田市に移転し、同地は鹿島建設柴崎グラウンドとなった。
- 三菱重工業サッカー部 - 現在の浦和レッズの前身クラブ。かつて（〜1980年代）染地（現在の三菱養和グラウンド）を練習場としていた。
- シダックス - 社会人野球。調布市代表として都市対抗野球に7回出場（準優勝1回）。2006年限りで廃部。
- 明治大学硬式野球部 - 六大学野球。深大寺南町に拠点となる「島岡球場」と選手寮を持ち、星野仙一をはじめ多数のプロ選手を輩出した。45年に渡り当地に在ったが、2007年初頭に府中市の新拠点へと移転、跡地はマンションとなった。当地には星野、高田繁、鹿取義隆、広澤克実、川上憲伸ら輩出選手の手形が刻まれた記念碑が建立された。
- SHINAGAWA CITY BASKETBALL CLUB（旧東京サンレーヴス） - プロバスケットボールチーム。B3.LEAGUE。布田に運営拠点を置き、市内にてチアスクールの活動もしていた[47]。

## 教育

### 小学校
- 市立（全ての小学校がホームページを開設）
  - 第一小学校
  - 第二小学校
  - 第三小学校
  - 八雲台小学校
  - 富士見台小学校
  - 滝坂小学校（日活児童映画『四年三組のはた』（1976年）では撮影に用いられた）
  - 深大寺小学校
  - 上ノ原小学校
  - 石原小学校
  - 若葉小学校
  - 緑ヶ丘小学校
  - 染地小学校（現在、都で唯一のゴミ拾い登校実施校・2006年都から表彰）
  - 北ノ台小学校
  - 多摩川小学校
  - 杉森小学校
  - 調和小学校
  - 飛田給小学校
  - 柏野小学校
  - 国領小学校（現在、市内で一番校庭が広い）
  - 布田小学校
- 私立
  - 桐朋小学校 - 仙川駅が最寄り駅。
  - 晃華学園小学校 - 佐須に所在。

### 中学校
- 市立（全ての中学校がホームページを開設）
  - 調布市立調布中学校 - 富士見町4丁目に所在。
  - 調布市立神代中学校 - 佐須町5丁目に所在。
  - 調布市立第三中学校 - 染地3丁目に所在。
  - 調布市立第四中学校 - 若葉町3丁目に所在。
  - 調布市立第五中学校 - 上石原3丁目に所在。
  - 調布市立第六中学校 - 国領町3丁目に所在。
  - 調布市立第七中学校 - 八雲台2丁目に所在。
  - 調布市立第八中学校 - 仙川町2丁目に所在。
- 私立
  - 桐朋女子中学校 - 若葉町1丁目に所在。仙川駅が最寄り駅。
  - 晃華学園中学校 - 佐須に所在。中高一貫教育の女子校。
  - 明治大学付属明治中学校・高等学校 ‐ 富士見町4丁目に所在。2008年に御茶ノ水より移転。
  - ドルトン東京学園中等部 - 入間町2丁目に所在。

### 高校
- 都立
  - 神代高等学校 - 仙川駅が最寄り駅。定時制もある。1940年に府立十五高女として創立。学園祭は「神高祭」。複数のフィクション作品でモデルとなる（ゆかりの作品の項を参照）。
  - 調布北高等学校 - 市北部、三鷹市境にある。1974年に開校。学園祭は「おほむらさき祭」。
  - 調布南高等学校 - 京王多摩川駅が最寄り駅。1977年に開校。学園祭は「若松祭」。
  - 都立農業高校 - 神代農場がある。校舎は府中市。
- 私立
  - 桐朋女子高等学校 - 仙川駅が最寄り駅。普通科と音楽科がある。（男子部門は国立市にある）
  - 晃華学園高等学校 - 佐須に所在。中高一貫の女子高である。小学校は共学である。
  - 明治大学付属明治高等学校・中学校 - 富士見町に所在。2008年に御茶ノ水より移転。
  - ドルトン東京学園高等部 - 入間町2丁目に所在。

### 大学
- 国立大学法人
  - 電気通信大学 - 調布駅北口にある。多摩川沿いにグラウンドを持つ。学園祭は「調布祭」。
- 私立
  - 桐朋学園大学 - 若葉町。音楽学部の単科大学。演劇専攻を擁する桐朋学園芸術短期大学も併設。仙川駅が最寄り駅。
  - 白百合女子大学 - 緑ヶ丘。児童文学分野における大学院博士課程も有する。仙川駅が最寄り駅。
  - 東京慈恵会医科大学 - 大学と慈恵第三看護専門学校及び東京慈恵会大学附属第三病院を擁する国領キャンパスが国領町及び隣接する狛江市に所在。国領駅が最寄り駅。

### その他
- 消防大学校 - 深大寺東町に所在。
- アメリカンスクール・イン・ジャパン（THE AMERICAN SCHOOL IN JAPAN）- 野水に所在。

#### かつて所在した学校教育施設
- Chofu High School - 西町。1960年代前中期より1974年まで関東村住宅地区内に設置されていた。モダンな校舎が現在の東京スタジアム付近にあり、飛田給付近の甲州街道筋からは、柵の向こうに米国のハイスクールライフが垣間見えていた。
- 調布市医師会立看護高等専修学校 - 小島町。1970年〜2009年に開設されていた。
- 東京青年師範学校 - 富士見町。1940年〜1951年に現在の電気通信大学の区域にあった。
- 日本競輪学校 - 小島町。1950年に日本サイクリストセンターとして開設。1968年に静岡県修善寺町（現在の伊豆市）へ移転した。
- 日活芸術学院 - 染地。2013年に閉校。

## 住宅
公団・都公社住宅
- UR神代団地（調布市西つつじケ丘、一部は狛江市西野川） - 昭和61.8.12変更：調布都市計画事業（一団地の住宅施設）
- UR 金子団地 - 昭和60年, 昭和58.11.30変更、平成16.10.29廃止：調布都市計画事業（一団地の住宅施設）
- UR ライフタウン国領（国領町8-2-9）
- UR ココスクエア国領（国領町3-1-38）- 再開発ビル。商業施設との複合施設
- UR 国領団地（国領町、1964年）
- 東京都住宅供給公社 多摩川住宅（調布市染地・狛江市西和泉） - 昭和45年、狛江市・調布都市計画事業（一団地の住宅施設）
- 東京都住宅供給公社 調布富士見町団地 - 昭和46年：調布都市計画事業（一団地の住宅施設）

都営住宅
- 都営調布くすのきアパート（国領町3-8ほか）- 1000戸を超える市内最大の都営団地
- 都営調布緑ケ丘二丁目アパート
- 都営仙川アパート - 平成元年、昭和62.11.25変更、平成17年廃止：調布都市計画事業（一団地の住宅施設）
- 都営入間町二丁目アパート・入間町三丁目アパート
- 都営国領三丁目アパート・国領三丁目第2アパート
- 都営染地一丁目アパート・染地三丁目アパート
- 都営佐須町アパート（佐須町4-1）
- 都営調布富士見町アパート

市営住宅
- 富士見第1市営住宅
- 富士見第2市営住宅
- 調中前市営住宅（富士見町4-40）
- 八雲台市営住宅
- 深大寺市営住宅
- 山野市営住宅（深大寺北町6-42）
- 下石原市営住宅

その他
- 関東財務局西調布住宅 （多摩川1-8、中央映画撮影所跡地）
- コクティー - 再開発ビル。商業施設との複合施設

## ゆかりの作品

### 音楽
- 「今日の日はさようなら」 - 1960年代、つつじケ丘児童館で活動していたボランティアグループにより歌われはじめた。2018年8月25日より柴崎駅の列車接近メロディになっている。
- 「おもいでのアルバム」- 作曲者の本多鉄麿（ほんだ てつまろ）は、つつじヶ丘の常楽寺の住職で、寺が経営する神代幼稚園の園長であった。幼稚園の卒園ソングとして作られた。2017年10月2日よりつつじヶ丘駅の列車接近メロディになっている。
- 松任谷由実「中央フリーウェイ」 - 中央自動車道で調布市と府中市を通る際に見える景色が歌われ、歌詞中に「調布基地」が登場する。
- ソニン「国領」 - 恋人と別れた女性が京王線を降りて、国領駅前の喫茶店でひとりエビピラフを食べ、この街で新生活を始めようという気持ちが歌われている。

### 小説・映画・漫画・アニメ
- 新選組! -調布市出身の新選組局長近藤勇が主人公の大河ドラマ2004年放送
- 水木しげる『墓場の鬼太郎』 - 鬼太郎に始まり、主要妖怪の住まいが調布市内に点在している[48]。
- つげ義春『無能の人』 - 舞台となる河原は多摩川がモデルで、競輪場やよみうりランドの塔が登場する[49]。
- 賀東招二『フルメタル・パニック!』 - 舞台となる「泉川」「都立陣代高校」は、「仙川」「都立神代高校」がモデルとなった[50]。
- 森田まさのり『ろくでなしBLUES』 - 主人公が通う「帝拳高校」の校舎は神代高校がモデルとなった。
- 森田まさのり『ROOKIES』 - 主人公が通う高校は神代高校がモデルとなった[51]。
- 高橋三千綱『九月の空』 - 神代高校、調布市役所付近、調布駅北口付近のラーメン屋などがそのまま使われている[51]。
- 松本清張『波の塔』 - 深大寺を舞台とする。
- 桜玉吉『防衛漫玉日記』『幽玄漫玉日記』 - 調布駅・京王多摩川駅周辺の描写が頻繁になされる。
- 舞城王太郎『阿修羅ガール』 - 調布市が舞台。京王線沿線や調布駅や国領駅などが登場する。
- 矢沢あい『NANA』 - 作品内に市内実在のBARが描かれている。
- 村上龍『昭和歌謡大全集』
- 安部譲二原作、柿崎正澄作画『RAINBOW-二舎六房の七人-』 - 単行本19巻に調布飛行場が登場する。
- 樋口有介『ぼくと、ぼくらの夏』 - 調布市が舞台。
- 『THE IDOLM@STER』 - 登場人物である「高槻やよい」の家とその周辺は、調布市内の景色をモデルとしている[52]。
- 『花束みたいな恋をした』 - 調布市の多摩川沿いが舞台[53]。
- 宮川ひろ『四年三組のはた』 - 映画版（1976年）では、つつじヶ丘駅界隈の滝坂小学校が主な舞台設定。

## 出身者・ゆかりの人物

### 歴史
- 上杉朝定 (扇谷上杉家) - 天文6年（1537年）に深大寺城を増築。
- 近藤勇 - 新選組局長。1834-1868 幕末に京を中心とし、過激派尊王攘夷志士の取締りを行った新選組の局長。現在の野水（市の北西部）に生まれたが生家は調布飛行場拡張の際取り壊されている。
- 柴田勝重 - 江戸幕府旗本。上仙川村および、中仙川村の領主。
- 瀬島龍三 - 大日本帝国陸軍の軍人、日本の実業家。2007年まで西つつじヶ丘に居住。
- 武者小路実篤 - 文化人。1885-1976。文学活動、美術評論、演劇、思想ほか幅広い分野で大きな業績を残す。市内に記念館がある。
- 牟田口廉也 - 大日本帝国陸軍の軍人。盧溝橋事件、マレー作戦、インパール作戦に関わる。 戦後、市内に居住。

### 作家・映画監督など
- 安部公房 - 小説家、劇作家、演出家。1959年より1993年まで若葉町に居住。
- 市川久夫 - 劇映画・テレビドラマプロデューサー。2002年まで調布市に居住。
- 奥秀太郎 - 映画監督、演出家、映像作家。
- 後藤大輔 - 映画監督、脚本家。
- 五味太郎 - 絵本作家。
- 今東光 - 僧侶、小説家、参議院議員。第二次大戦末期より1951年まで飛田給1丁目に居住。
- 貞方祥 - プロデューサー、演出家、映画監督、SHOWMAN’S 主宰）
- 関野吉晴 - 探検家、外科医。グレートジャーニー制作開始時、多摩川病院（国領町）に勤務。
- 宮崎祐治 - 映像演出、イラストレーター。調布市生まれ。

### 実業家
- 石川一郎 - 経済団体連合会名誉会長。晩年を飛田給の自宅で暮らす[54]。
- 大塚朝之 - 猿田彦珈琲創立者、代表取締役。仙川で生まれ育つ。猿田彦珈琲の2号店を仙川に開店、調布駅前にも調布焙煎ホールを運営。

### 漫画家
- 水木しげる - 漫画家。商業誌進出を機に本市でプロダクションを設立し、その縁で地域振興に助力。2008年に名誉市民として顕彰された。逝去まで半世紀余り本市に居住した。
- つげ義春 - 漫画家。1966年2月、水木しげるのアシスタントをしてから市内に住む。アパート「睦荘」、「ひなぎく荘」、「酒井荘」、「富士マンション」などを転々とするが、特に「ひなぎく荘」はしばしば漫画に描かれている（『退屈な部屋』、『夏の思いで』など）。1978年には調布市多摩川に戸建て住宅を購入[55][56]。
- 古川益三 - 漫画家、株式会社まんだらけ代表取締役社長。水木しげるのアシスタントをしていた頃から数年間国領に住む。
- 鈴木翁二 - 漫画家。水木しげるのアシスタントをしていた頃に数年間住んでいた。
- 高井研一郎 - 漫画家。本市に住居と個人プロダクションを構える。
- ビブオ - 漫画家。

### 音楽家
- 芥川也寸志 - 作曲家。入間町に居住。
- 浅岡雄也 - 歌手。(The)FIELD OF VIEWのボーカル。
- 石川直 - 作曲家、パーカッショニスト。
- 今井信子 - ヴィオリスト。本市出身、第四中学校-桐朋学園大卒。
- Cup's  - ミュージシャン。双子のロックンロールバンド。
- 清塚信也 - ピアニスト。第四中学校-桐朋女子高等学校音楽科。
- 鈴木優人 - 指揮者、作曲家、ピアニスト、チェンバリストなど多才に活躍。調布国際音楽祭 エグゼクティブ・プロデューサー。幼少期、調布市立第三小学校に在学していた。
- 高橋多佳子 - ピアニスト。本市在住[57]、桐朋学園大卒。「せんがわ劇場」でのピアノオーディション開催に尽力。
- 陳昌鉉 - ヴァイオリン製作家。仙川に工房を開業、市内に在住した。
- 中村正人 - 歌手。DREAMS COME TRUEのリーダー、音楽プロデューサー、作曲家、ベーシスト。本市出身。
- 森下唯 - ピアニスト。調布国際音楽祭 アソシエイト・プロデューサー。幼少期、調布市立柏野小学校に在学していた。
- MEME - 3人組バンド・ケラケラのヴォーカル。都立神代高校卒。
- 鎮座DOPENESS - ラッパー。本市出身。

### アナウンサー
- あいざわ元気 - フリーアナウンサー。NACK5「NACK WITH YOU」パーソナリティー。多摩川を愛犬と散歩すると放送で発言。
- 上宮菜々子 - テレビ朝日アナウンサー。
- 後呂有紗 - 日本テレビアナウンサー。
- 加藤じろう - フリーアナウンサー。
- 波多野里奈 - フリーアナウンサー（元青森朝日放送所属）。本市出身。2002年 - 2003年に『テレビ広報ちょうふ』MCも担当。
- 松村正代 - NHKアナウンサー。
- 真山勇一 - 元日本テレビ報道キャスター。本市在住。2007年に調布市議会議員に当選（任期途中で辞任）。

### 芸能人
- 逢田梨香子 - 女性声優、Aqoursのメンバー。本市出身。
- 天野里咲 - 女優・グラビアアイドル・タレント。
- 安藤ヒロキオ - 俳優。本市在住。
- 石井めぐみ - 女優。本市つつじヶ丘出身。第四中学校卒。
- 石原さとみ - 女優。本市布田出身。
- 伊東四朗 - 俳優・コメディアン・タレント。昭和期まで本市在住。
- 上田吉二郎 - 俳優。本市小島町に在住していた。
- 江藤潤 - 俳優。本市在住。深大寺で行われる節分豆まきにはゲストとして参加するのが恒例となっている。
- 小川菜摘 - 女優・タレント。本市出身。
- 木村拓哉 - 俳優・歌手・タレント、SMAPの元メンバー。本市出身。
- 草地章江 - 女性声優・歌手。本市出身。
- こてっちゃん馬場 - お笑い芸人。
- 小峠英二 - お笑い芸人。福岡県出身。大阪での活動後、上京してからの8年間本市に居住。2012年に世田谷区へ転居。
- 坂口良子 - 女優。1990年代まで本市染地在住。所属芸能事務所も本市に所在していた。
- 芹澤優 - 女性声優、i☆Risのメンバー。都立調布北高校卒。
- 高田純次 - 俳優・コメディアン・タレント・司会者・実業家。多数のテレビ番組で国領町出身であることを公言。「散歩の達人」誌で国領について語る。第二小 - 第三中学校卒。
- 太川陽介 - 俳優・歌手・タレント・司会者。妻の藤吉久美子と共に本市在住。市が製作の市制60周年記念映像にも出演した[58]。
- 竹野内豊 - 俳優。埼玉県所沢市で育っているが、本市出生。
- 立川左談次 - 落語家。
- 田山涼成 - 俳優・タレント。本市在住。
- 舘ひろし - 俳優。本市在住[59]。
- ダンス☆マン - 歌手・ミュージシャン・タレント。本市出身。
- 知念蓮 - モノマネタレント。第三小-第五中学校出身。
- 筒井道隆 - 俳優。本市出身。緑ヶ丘小 - 第四中学校卒。
- 土居愛実 - ミュージカル女優。
- 内藤典彦 - 俳優。本市出身。滝坂小 - 神代中学校卒。
- 永島敏行 - 俳優。仙川町に自然食品店「青空市場」を出店。
- 浪川大輔 - 男性声優。都立神代高校卒。本市つつじヶ丘出身で本市育ち。
- 西田ひかる - 歌手・女優。アメリカンスクール・イン・ジャパン卒。
- 西山浩司 - 俳優。本市在住。
- 花澤香菜 - 女性声優。都立調布南高校卒。
- 坂東希 - 女優・ファッションモデル・ダンサー、Flower・E-girlsの元メンバー。
- ひし美ゆり子 - 女優、ウルトラセブンのアンヌ隊員役で知られる。調布駅北口で飲食店を経営。
- ファイルーズあい - 女性声優。本市出身。幼少期、本市染地在住で杉森小に小学5年まで在学していた。
- 福山潤 - 男性声優。10代の頃に西調布に在住。
- 藤岡弘、 - 俳優。1960年代中頃に国領に在住。
- 藤吉久美子 - 女優・ナレーター。夫の太川陽介と共に本市在住。
- 布施明 - 歌手。本市出身。
- 黛ジュン - 女優・歌手。本市出身。
- 三浦翔平 - 俳優・モデル。本市出身。
- 見栄晴 - 俳優・タレント。都立調布北高校卒。
- 峰あつ子 - 女性声優。都立神代高校卒。
- 村川梨衣 - 女性声優。都立神代高校卒。
- 瑠風輝 - 宝塚歌劇団宙組男役。
- 渡辺篤史 - 俳優・タレント・ナレーター。茨城県下妻市生まれ、小学3年から大学時代にかけて本市在住。

### スポーツ
- AKIRA - プロレスラー、本市在住。自身のブログにて調布近辺の事柄が語られる場合がある。
- アマラオ - 元サッカー選手、FC東京在籍時に本市在住。2003年に本市から感謝状贈呈。
- 荒木大輔 - 元プロ野球選手、本市出身。ヤクルトスワローズで活躍。少年時代は調布リトルリーグで活躍。神代中学校卒。
- 飯田哲也 - 元プロ野球選手、本市出身。ヤクルトスワローズで活躍。市内の軟式野球チーム出身。神代中学校卒。
- 和泉実 - 早稲田実業野球部（第88回全国高校野球選手権大会優勝）監督、調布中学校卒。調布リトル・シニア出身。
- 伊藤雅範 - 元フットサル選手。現在はフットサル日本女子代表監督。元FC東京、デウソン神戸。第一小-調布中学校卒
- 稲垣秀次 - 元プロ野球選手、本市出身。読売ジャイアンツに在籍。調布三中卒。
- 岩永雄太 - 元サッカー選手。
- 宇田幸矢 - 卓球選手。石原小学校卒。木下マイスター東京所属。
- 内柴正人 - 元柔道選手、2010年まで本市在住。アテネオリンピック・北京オリンピック金メダリスト。2008年に調布市・市民スポーツ栄誉賞受賞
- 小原匡博 - プロバスケットボール選手（bjリーグ・大分ヒートデビルズ所属）
- 川又米利 - 元プロ野球選手、本市出身。中日ドラゴンズで活躍。第四中学校卒。
- 皇風俊司 - 元大相撲力士、本市出身。2011年名古屋場所で幕下で全勝優勝。場所後、本市出身の力士としては史上初めて十両に昇進した。
- 岸川和広 - プロ野球選手、本市出身。オイシックス新潟アルビレックス・ベースボール・クラブで活躍。第六中学校卒。
- 清宮克幸 - 元ラグビー選手、元サントリーサンゴリアス監督。サントリー入社後に独身寮のあった本市布田に居住。寮の浜田山移転に伴い転居[60]。
- ジャガー横田 - プロレスラー。本市出生。
- 白崎凌兵 - プロサッカー選手、清水エスパルス所属。本市出身。八雲台小-第七中学校卒。
- 関川浩一 - 元プロ野球選手。阪神タイガース、中日ドラゴンズで活躍。少年時代は調布リトルリーグで活躍。
- 相馬勇紀 - プロサッカー選手、名古屋グランパス所属。本市出身。第三中学校-南高等学校卒。
- 高橋ナオト - 元プロボクサー、本市出身。調布のボクシングジム「アベジム」所属の元・日本バンタム級、元・日本スーパーバンタム級のチャンピオン。『はじめの一歩』宮田のモデルとなった人物でもある。
- 中澤さえ - 元柔道選手。北京オリンピック出場。布田小-第三中学校卒。
- 中畑清 - 元プロ野球選手、アテネオリンピック野球日本代表監督、横浜DeNAベイスターズ監督を歴任。1970年代より本市在住で、市が主催の講演会や防犯を呼びかけるキャラクターなどを務め、市内の学校へスポーツ器具を寄付するなどの活動が知られている。2012年に『調布市宣伝本部長』就任。
- 中村忠 - 元サッカー日本代表、本市在住。現在はFC東京コーチ。1998年6月にFIFAワールドカップフランス大会へ向けたイベントが調布駅南口広場で行われた際にはゲスト出演した。
- 林和男 - 野球指導者。
- 林田龍生 -プロボクサー、本市出身。元ボクシングOPBF東洋太平洋ライトフライ級チャンピオン。
- 平川怜 - プロサッカー選手・FC東京所属、本市出身。上ノ原小-神代中学校卒。
- 福田富昭 - 日本レスリング協会会長、国際レスリング連盟名誉副会長。1965年全日本レスリング選手権大会及び世界選手権優勝。本市在住[61]
- 藤丸真世 - 元水泳アーティスティックスイミング選手、本市若葉町出身。アテネオリンピックのシンクロ団体銀メダリスト。若葉小－第四中学校卒。2004年に調布市・市民スポーツ栄誉賞受賞。
- 前田治 - 元サッカー日本代表。全日空-横浜フリューゲルスで活躍したFW。若葉小卒。
- 宮下昌己 - 元プロ野球選手、本市出身。中日ドラゴンズで活躍。神代中学校卒。
- モラス雅輝 - サッカー指導者、主に欧州で活動、現在はSKNザンクト・ペルテン。過去には浦和レッズやヴィッセル神戸にも所属。深大寺小に通学。
- 山口以和 - 元公営佐賀競馬場所属騎手。本市出身。2015年（平成27年）デビュー。保恵学園幼稚園-石原小-調布中学校卒。
- 山田海蜂 - 元新体操選手、本市出身。1992年バルセロナオリンピック・1996年アトランタオリンピックに2大会連続出場。第四中学校卒。
- 吉川遼 - ラグビー選手（日野レッドドルフィンズ）。
- 渡部遼人 - プロ野球選手、オリックス・バファローズ所属。本市出身。第三中学校卒。

### 棋界
- 香川愛生 - 日本将棋連盟所属の女流棋士。本市出身。